# Apple
Apple Inc. [ˈæpəlˌɪŋk] ist ein US-amerikanischer Hard- und Softwareentwickler und ein Technologieunternehmen, das Computer, Smartphones, Tablets und Unterhaltungselektronik sowie Betriebssysteme und Anwendungssoftware entwickelt und vertreibt. Zudem betreibt Apple ein Internet-Vertriebsportal für Musik, Filme und Software. Der Hauptsitz von Apple, der Apple Park, befindet sich im kalifornischen Cupertino.
Apple wurde 1976 von Steve Wozniak, Steve Jobs und Ron Wayne als Garagenfirma gegründet und zählte zu den ersten Herstellern von Personal Computern. Das Unternehmen trug maßgeblich zu deren Entwicklung als Massenprodukt bei. Bei der Einführung der grafischen Benutzeroberfläche und der Maus in den 1980er Jahren nahm Apple mit den Computern Lisa und Macintosh eine Vorreiterrolle ein. Mit dem Erscheinen des iPods (2001), des iPhones (2007), des iPads (2010) und der Apple Watch (2014) weitete Apple sein Geschäft nach und nach auf andere Produktbereiche aus. Es legte damit die Basis für den bis heute anhaltenden Boom der Märkte für Smartphones und Tabletcomputer. In den letzten Jahren hat sich das iPhone, mit einem Umsatzanteil von mehr als 50 % am Gesamtumsatz des Konzerns, zu Apples wichtigstem Produkt entwickelt.
Der 2003 eröffnete iTunes Store für Musik- und Film-Downloads wurde das erste kommerziell erfolgreiche Downloadportal und formte diesen Markt entscheidend mit. Heute sind der iTunes Store und der 2008 eröffnete App Store zwei der weltgrößten Vertriebswege für digitale Güter.
Mit einem Umsatz von 391 Milliarden US-Dollar (Stand: 2024) zählt Apple zu den erfolgreichsten Unternehmen der Welt.

## Geschichte

### 1976–1980: Gründung

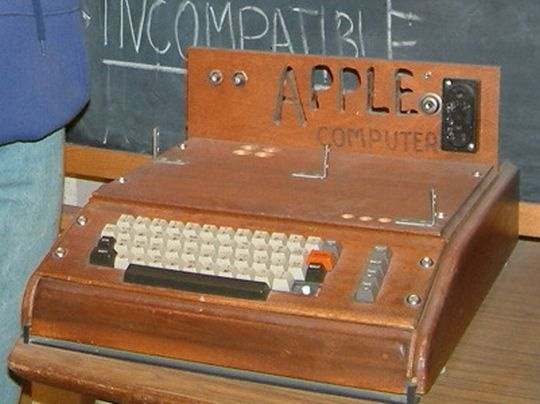
Der Apple I (1976)

Am 1. April 1976 gründeten Steve Jobs, Steve Wozniak und Ronald Wayne das Unternehmen Apple mit einem Startkapital in Höhe von 1300 US-Dollar.
Jobs und Wozniak hatten je 45 % der Geschäftsanteile und Wayne hatte 10 %. Die drei kannten sich aus dem Homebrew Computer Club, einem Club von Enthusiasten und Hackern, aus dem viele Computer-Pioniere und -Unternehmer hervorgegangen sind. Dieser Club wird bezüglich des Personal Computers als „Schmelztiegel für eine ganze Branche“ bezeichnet. In dem Trio war Wozniak der kreative Bastler, ein – wie der Journalist Steven Levy schrieb – genialer Computer-Hacker, dem jedoch jedes Gefühl für Geschäftliches fehlte; Steve Jobs war der Visionär, der die Idee zur Firmengründung vorantrieb und Ron Wayne war derjenige, der die beiden zusammenbringen und zwischen ihnen vermitteln konnte, so dass sie sich auf ein gemeinsames Konzept einigten. Wayne kümmerte sich um die juristischen Formalien der Unternehmensgründung und zeichnete auch das erste Logo der neuen Firma; es zeigte Isaac Newton unter einem Apfelbaum sitzend, an dem ein einzelner Apfel hing. Wayne verließ Apple bereits elf Tage später, aufgrund von Sorgen um die Zahlungsmoral der Firma Byte Shop, die der erste Kunde der neuen Firma war. Seine Anteile am Unternehmen verkaufte er dabei für insgesamt 2300 US-Dollar.
Das Konzept und die Entwürfe für den Apple I, den weltweit ersten Personal Computer, entstanden unter Federführung von Wozniak kurz vor der Unternehmensgründung in Los Altos im Silicon Valley. Sein PC war die Basis für die Idee zur Firmengründung und zugleich das erste Produkt von Apple. Die anschließend mit Hilfe von Steve Jobs montierten Baugruppen des Gerätes wurden ab Juli 1976 bei der Computerkette Byte Shop unter dem Slogan Byte into an Apple für einen Verkaufspreis von 666,66 US-Dollar in geringen Stückzahlen von etwa 200 Exemplaren veräußert. Das Nachfolgemodell, der 1977 erschienene Apple II, war der letzte industriell hergestellte PC, der – wie der Apple I – vollständig von einer einzelnen Person, Steve Wozniak, entworfen wurde. Zur Entwicklung und Vermarktung dieses Computers waren weitere über die Verkaufserlöse des Apple I hinausgehende Investitionen notwendig. Diese machten 1977 die Umwandlung von Apple in eine Kapitalgesellschaft notwendig, wobei die erste größere Investition von Mike Markkula getätigt wurde. Mit seinen eingebrachten 250.000 US-Dollar hielt er fortan 26 Prozent der Firmenanteile. Der im Juni 1977 der Öffentlichkeit vorgestellte kommandozeilenorientierte Apple II entwickelte sich rasch zu einem Verkaufsschlager und gilt als einer der erfolgreichsten Personal Computer seiner Zeit.

### 1981–1984: Xerox PARC, Lisa und Macintosh

Das LISA Operating System, eines der ersten Fenstersysteme

Beflügelt vom großen Erfolg des Apple II begann Apple im Herbst 1979 mit der Arbeit an einem neuen zukunftsweisenden Projekt. Unter dem Codenamen „Macintosh“ wurde die Entwicklung eines intuitiv zu bedienenden Computers für breite Bevölkerungsschichten ins Auge gefasst. Der verantwortliche Jef Raskin drängte dabei insbesondere auf die Einbindung einer kurz zuvor durch Xerox vorgestellten grafischen Benutzeroberfläche (englisch graphical user interface oder GUI). Diese hatte bereits das grundlegende Konzept heutiger GUIs mit Fenstern, anklickbaren Icons und einer Menüführung zur Bedienung via Computermaus nebst Mauszeiger, das sogenannte WIMP-Paradigma. Damit sollte die zuvor bei Computern vorherrschende und Spezialwissen voraussetzende kommandozeilenorientierte Oberfläche abgelöst werden. Raskin veranlasste Steve Jobs im November 1979, das Forschungszentrum Xerox PARC (Palo Alto Research Center) aufzusuchen, um sich selbst ein Bild zu machen. Jobs war von der GUI des Xerox Alto beeindruckt und entsandte wenige Wochen später weitere Apple-Entwickler zum Begutachten der Technologie. Xerox erhielt im Gegenzug die Gelegenheit, vor Apples Börsengang 100.000 Aktien im Wert von damals einer Million US-Dollar zu erwerben.
Ebenso wie dem 1981 vorgestellten Xerox Star mit seiner GUI war auch Apple mit dem 10.000 US-Dollar teuren Apple Lisa zwei Jahre später kein kommerzieller Erfolg beschieden, obwohl der GUI von Apple einige Verbesserungen wie überlappende Fenster, Dropout-Menüs, Drag and Drop und der Papierkorb hinzugefügt worden waren. Erst 1984 gelang es dem wesentlich preisgünstigeren und in großen Stückzahlen verkauften Macintosh, die grafische Benutzeroberfläche auf dem entstehenden PC-Massenmarkt zu etablieren.

### 1985–1996: Sculley-Ära und danach
Bereits im Herbst 1982 war Apple auf der Suche nach einem Firmenchef gewesen, da Mike Markkula das Amt abgeben wollte. Die Wahl fiel im Frühjahr 1983 auf John Sculley, der zuvor für zwei erfolgreiche Werbekampagnen von PepsiCo verantwortlich gewesen war und als Marketing-Genie galt. Sculley und Jobs waren zunächst voneinander begeistert: So erklärte Jobs im Mai 1984, Sculleys Arbeitsbeginn bei Apple habe zu den schönsten Tagen seiner Karriere gehört. Sculley erklärte daraufhin, Apple habe „nur eine Führungsfigur – Steve und mich.“ Kurze Zeit später hatten die beiden immer häufiger Konflikte; im Mai 1985 versuchte Jobs einen Putsch. Nachdem dieser gescheitert war, wurde Jobs zunächst von seinen Aufgaben als Leiter der Macintosh-Abteilung entbunden und verließ Apple im September 1985. Er gründete den Computerhersteller NeXT.
Nachdem die anfängliche Euphorie abgeflaut war, verkaufte der Macintosh sich nur schleppend, weil die Hardware zu leistungsschwach war. Dies änderte sich ab etwa 1986 mit der Vorstellung neuer Modelle wie dem Macintosh Plus. Eine hohe Verbreitung fand die Macintosh-Produktlinie im Desktop-Publishing-Markt, der infolge der WYSIWYG-Fähigkeiten des Macintosh sowie dank Software verschiedener Drittanbieter wie PageMaker und QuarkXPress entstand.

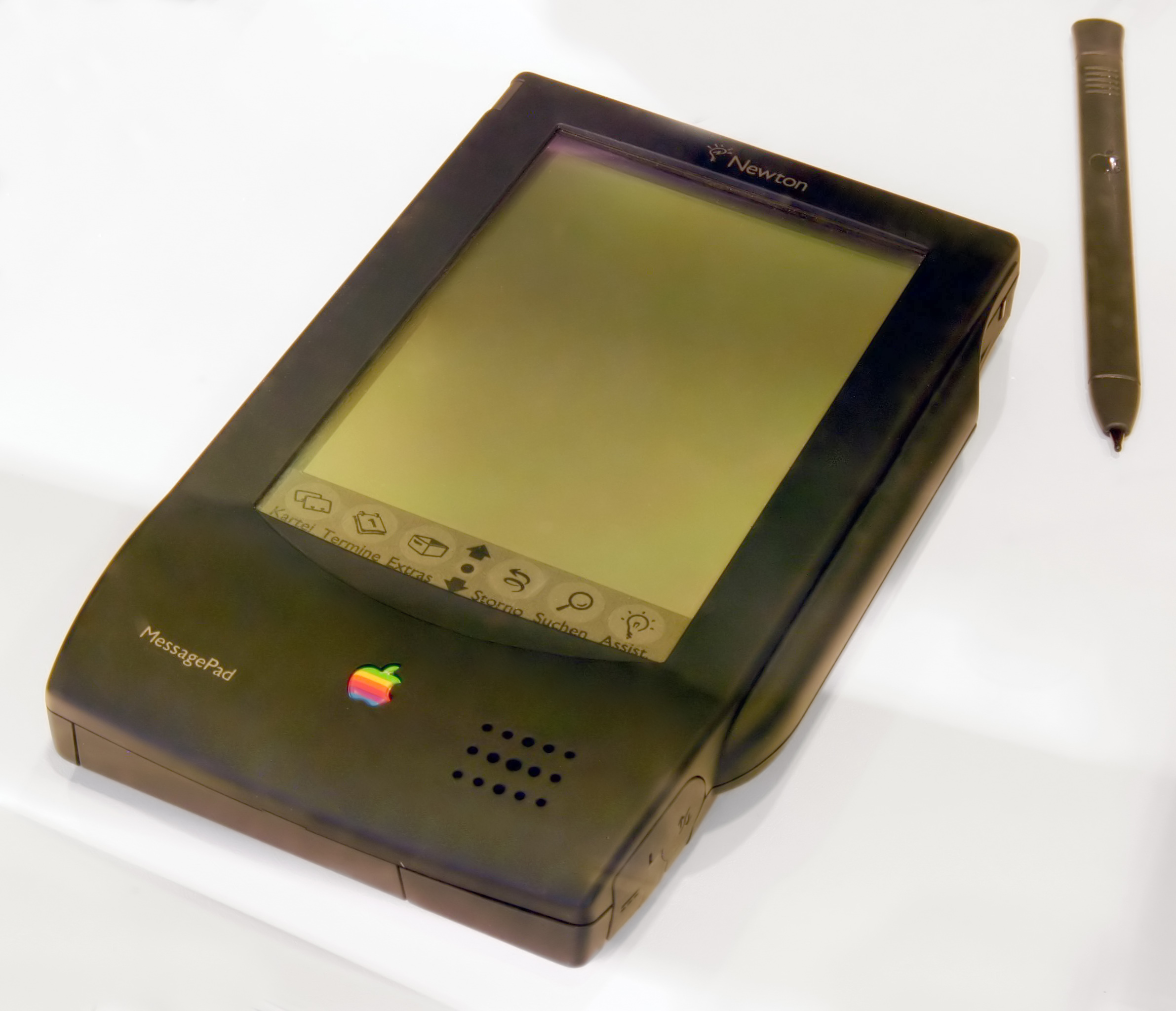
Newton MessagePad (1993)

Im Jahr 1987 begann eine Gruppe unter der Leitung von Steve Sakoman, an drahtlosen Netzwerken und Handschrifterkennung zu arbeiten. Das Projekt mit dem Codenamen „Newton“ fand die Unterstützung von Sculley, der dafür die Bezeichnung Personal Digital Assistant prägte und es im Frühjahr 1992 auf der Consumer Electronics Show vorstellte. Das Projekt verzögerte sich mehrfach. Als das erste Gerät, das Newton MessagePad, im Spätsommer 1993 schließlich erschien, war die Handschrifterkennung unausgereift und führte zu Spott bis hin zu einer Parodie in der Fernsehserie Die Simpsons.
Da das Macintosh-Betriebssystem in den 1980er Jahren den Wettbewerbern deutlich voraus war, erzielten die Geräte damals Gewinnmargen von teils über 50 %. Mit dem Erscheinen von Windows 3.0 im Mai 1990 kam Apple jedoch unter Druck und stellte im Oktober 1990 mit dem Macintosh LC und dem Macintosh Classic zwei deutlich günstigere Macintosh-Modelle vor. Dies führte vorübergehend zu höheren Marktanteilen, gleichzeitig sanken Apples Gewinne jedoch deutlich. Da derweil die Kosten für verschiedene Forschungsprojekte deutlich stiegen – alleine das Newton-Projekt hatte Entwicklungskosten in Höhe von 100 Mio. US-Dollar  – fuhr Apple 1993 erstmals seit mehreren Jahren einen Quartalsverlust ein. Im Juni 1993 musste Sculley schließlich den Posten als CEO räumen und wurde von Michael Spindler abgelöst.
Unter Spindler begann Apple 1994, das eigene Betriebssystem Mac OS – damals System 7 – an andere Hardwarehersteller zu lizenzieren, um so stärker in Konkurrenz mit Microsoft zu treten. Zunächst traten dem Lizenzprogramm nur kleinere Unternehmen wie Power Computing bei, erst 1996 mit Motorola auch ein größerer Hersteller. Die erhofften Marktanteil-Zugewinne traten jedoch nicht ein, stattdessen hatte sich das konkurrierende Betriebssystem Windows weitgehend durchgesetzt. Apple hatte nur noch in den Bereichen Bildung, Web- und Desktop-Publishing größere Bedeutung.
In Spindlers Amtszeit fiel der erfolgreiche Umstieg von Motorolas 68k- auf PowerPC-Prozessoren, jedoch auch eine Reihe von technischen Problemen und Managementfehlern, die Anfang 1996 zu seiner Ablösung durch Gil Amelio und zu einer Abschreibung in Höhe von 740 Mio. US-Dollar führten. Apple stand damals kurz vor der Zahlungsunfähigkeit oder einer Übernahme durch Oracle, Sun, IBM oder Hewlett-Packard.

### 1997–2000: Der Weg aus der Krise

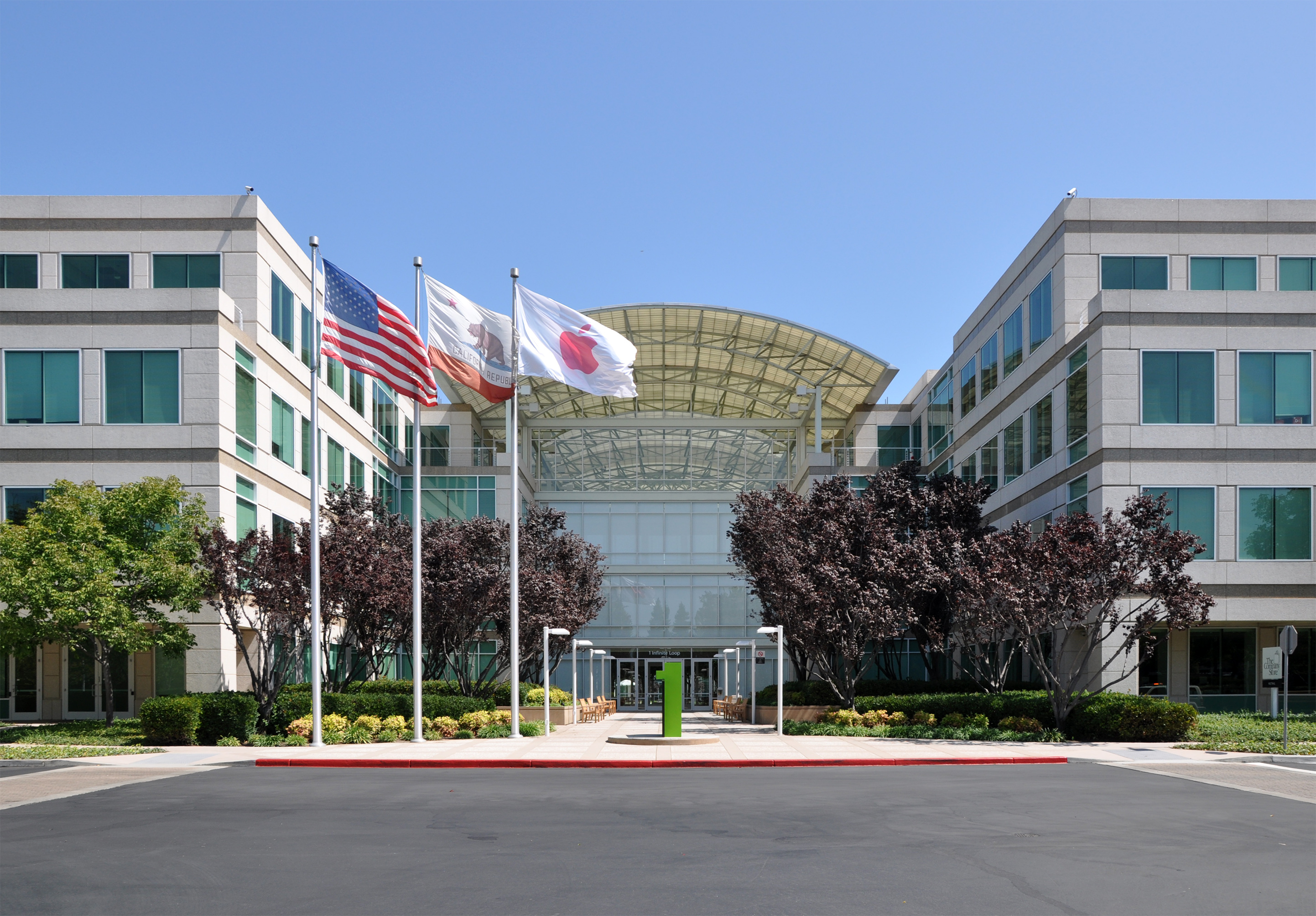
Ehemaliger Apple-Hauptsitz in Cupertino

Ein dringliches Problem war dabei, dass Apples Betriebssystem als veraltet galt und wesentliche Fähigkeiten wie präemptives Multitasking oder geschützter Arbeitsspeicher fehlten, sodass Probleme in einem einzigen Programm das gesamte Betriebssystem zum Absturz bringen konnten. Nachdem eigene Projekte wie Taligent oder Copland gescheitert waren, sah sich Apple gezwungen, außerhalb des Unternehmens Ausschau nach einem neuen Betriebssystem zu halten. Apple verhandelte daher über den Kauf des Unternehmens Be Incorporated, um deren Betriebssystem BeOS zu nutzen. Die Übernahme scheiterte im November 1996 an den als überhöht empfundenen Forderungen des Be-Chefs Jean-Louis Gassée. Stattdessen übernahm Apple im Dezember 1996 überraschend das Unternehmen NeXT des Apple-Gründers Steve Jobs für etwa 400 Mio. US-Dollar.
Mit der Übernahme von NeXT zog bei Apple eine neue Unternehmenskultur ein. Im Sommer 1997 wurde Gil Amelio entlassen und das Board of Directors fast vollständig ausgetauscht. Ein neuer CEO wurde zunächst nicht ernannt. Steve Jobs, der bis dahin nur eine informelle Beraterfunktion innegehabt hatte, wurde Mitglied des Boards, wollte jedoch keine Führungsposition bei Apple übernehmen. Während Apple nach einem Nachfolger für Amelio suchte, wurde Jobs zunächst Interims-CEO und übernahm zweieinhalb Jahre später die Position schließlich dauerhaft.
Auch zahlreiche weitere Schlüsselpositionen im Unternehmen wurden mit NeXT-Mitarbeitern besetzt.
Jobs beendete die Lizenzierung des Betriebssystems an andere Hersteller, strich viele laufende Forschungs- und Entwicklungsprojekte und stellte mehrere Produktlinien ein, darunter den Newton, und viele Macintosh-Modelle. Die neue Strategie sah nur noch vier Produkte vor: Für Heimanwender waren dies das iBook für den mobilen und der iMac für den stationären Einsatz; an professionelle Anwender richteten sich die leistungsstärkeren Modelle PowerBook und Power Mac.
Ein weiteres wichtiges Element der Apple-Rettung war ein Abkommen mit dem Erzrivalen Microsoft, das im August 1997 auf der Macworld Expo präsentiert wurde. Dabei investierte Microsoft 150 Mio. US-Dollar in stimmrechtslose Apple-Aktien. Beide Firmen vereinbarten eine Kreuzlizenzierung ihrer Patente sowie eine enge Zusammenarbeit bei der Java-Entwicklung. Außerdem machte Apple den Internet Explorer zum neuen Standard-Webbrowser des Macintosh-Betriebssystems und Microsoft verpflichtete sich, fünf Jahre lang für den Macintosh ebenso viele neue Versionen von Microsoft Office zu veröffentlichen wie für Windows. Ein fehlendes Microsoft Office auf dem Macintosh erschien damals als große Gefahr für Apple.
Im Sommer 1997 erschien Mac OS 8. Während ein Teil des Unternehmens das klassische Mac-Betriebssystem weiterentwickelte, arbeitete eine andere Gruppe an dessen Nachfolger, Mac OS X, der Elemente von NeXTs Betriebssystem NeXTStep (etwa den Mach-Kernel) mit Elementen des klassischen Mac OS (etwa dem Finder) verband. Mac OS X hatte außerdem zwei Programmierschnittstellen (APIs): die von NeXTStep abstammende Cocoa-API sowie die ab Mac OS 8 verfügbare Carbon-API, die Entwicklern von Software für Mac OS 8 und 9 die spätere Portierung auf Mac OS X erleichtern sollte. Neu war auch die grafische Benutzeroberfläche „Aqua“, die Elemente von NeXTStep (etwa das Dock) und dem klassischen Mac OS (z. B. obere Menüleiste) kombinierte. Mac OS X erschien im Jahr 2000 als Beta-Version, ab 2001 wurde es auf neuen Macs neben Mac OS 9 vorinstalliert und ab 2002 war es Apples alleiniges Standard-Betriebssystem.

### 2001–2006: iPod und Intel-Macs
Seit 1998 schrieb Apple wieder schwarze Zahlen, die Wende war geschafft.
Bald darauf präsentierte Apple eine neue Strategie: Der Mac sollte das Zentrum des digitalen Lebens (englisch digital hub) werden. Im Oktober 1999 erschien das Programm iMovie, das Nutzern ermöglichen sollte, digitale Camcorder – welche gerade zu einem Massenmarkt wurden – an den Mac anzuschließen und aus den Aufnahmen Filme zu produzieren. In den Folgejahren stellte Apple mit iTunes und iPhoto Programme zur Musik- und Fotoverwaltung vor und fasste diese im iLife-Programmpaket zusammen. Im Oktober 2001 stellte Apple den MP3-Player iPod vor, der zunächst nur für Macs verfügbar war. In den nächsten Jahren führte Apple den iTunes Music Store zum Kaufen von Musik ein. Nachdem dieser – ebenso wie der iPod – auch für Windows-Computer bereitgestellt wurde, etablierten sich beide als Marktführer.

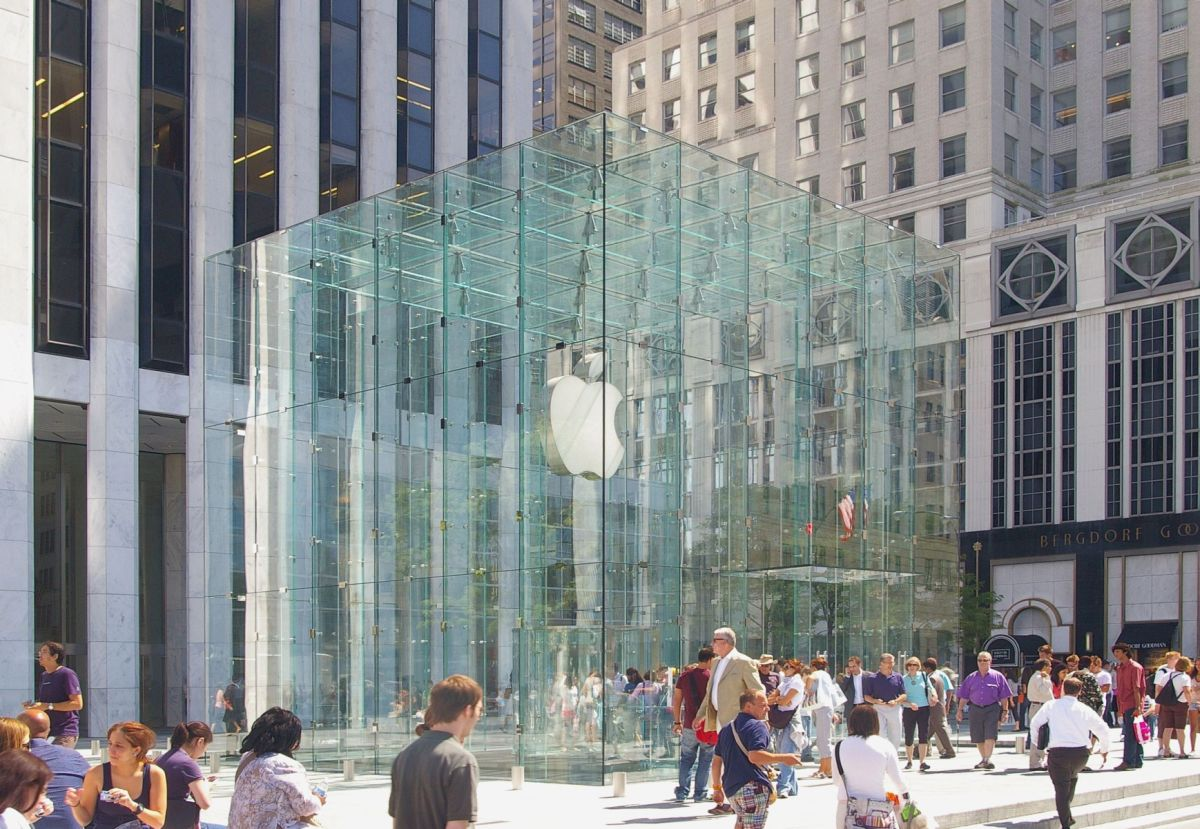
Apple Store in der New Yorker Fifth Avenue, entworfen von Peter Bohlin

Ebenfalls im Jahr 2001 begann das Unternehmen mit dem Aufbau einer eigenen Einzelhandelspräsenz. Die von Ron Johnson entwickelten Geschäfte verkauften der Digital-Hub-Strategie entsprechend auch Peripheriegeräte anderer Hersteller, etwa Digitalkameras oder PDAs, und erlauben Besuchern, die angebotenen Geräte auszuprobieren.
Am 6. Juni 2005 kündigte das Unternehmen an, in der Macintosh-Produktlinie zukünftig Intel-Prozessoren statt der von IBM und Freescale gefertigten PowerPC-Prozessoren einzusetzen. Im Januar 2006 führte Apple das MacBook Pro als Nachfolger des PowerBook sowie einen neuen iMac ein. In den nächsten Monaten kamen ein neuer Mac mini und der iBook-Nachfolger MacBook auf den Markt. Mit der Einführung des Mac Pro als Nachfolger des Power Mac am 7. August 2006 wurde der Umstieg auf Intel-Prozessoren abgeschlossen.

### Seit 2007: iPhone und iPad, Projekt zum Autonomen Fahren

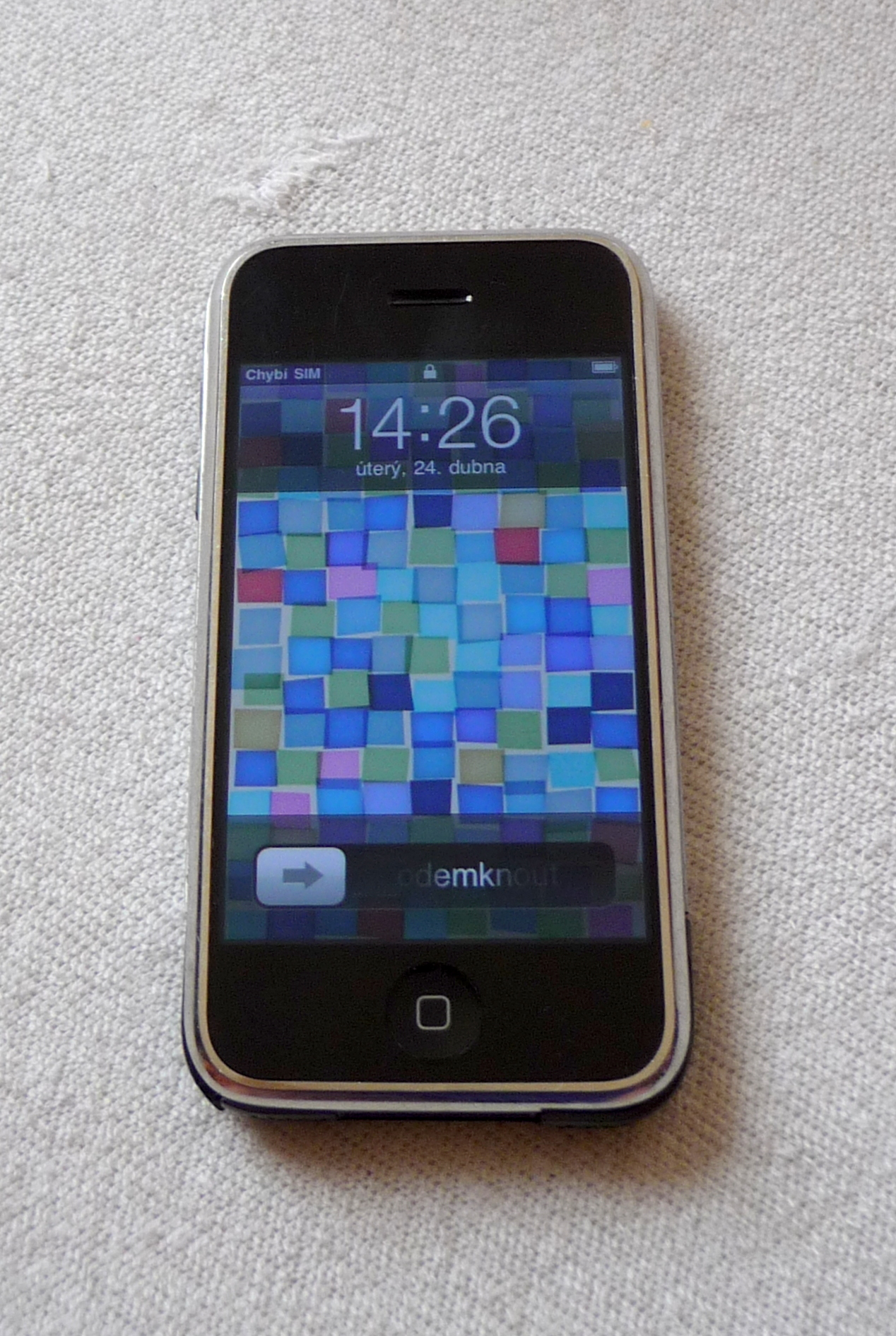
iPhone (2007)

Im Januar 2007 stellte Apple im Rahmen der Macworld San Francisco den Apple TV und das iPhone vor. Steve Jobs erklärte, dass Apple zusätzlich zum iPod nun zwei weitere Produktkategorien abseits des traditionellen Computer-Geschäfts habe. Um dies widerzuspiegeln, wurde das Unternehmen von Apple Computer, Inc. in Apple Inc. umbenannt.
Apple erweiterte im Januar 2010 mit der Vorstellung des Tablet-Computers iPad seine iOS-Produktlinie erneut.
Smartphones und Tablets mit den Betriebssystemen iOS oder Android dominieren (Stand 2021) seitdem die Märkte für Smartphones und Tablets.
Im August 2011 trat Steve Jobs aus gesundheitlichen Gründen als CEO zurück; sein Nachfolger wurde Tim Cook. Die letzten Jahre unter Jobs sowie die ersten Jahre unter Cook waren vor allem durch den großen Erfolg der iOS-Geräte geprägt, die im Geschäftsjahr 2015 mehr als drei Viertel des Umsatzes ausmachten und Apple zu einem der größten und finanziell erfolgreichsten Unternehmen der Welt machten.
Die Mac-Sparte, deren Betriebssystem 2012 in OS X (und später, 2016, in macOS) umbenannt wurde, wuchs in jener Zeit stetig, aber vergleichsweise langsam, während die iPods rasch an Bedeutung verloren. Im September 2014 wurde mit der Apple Watch eine neue Produktkategorie vorgestellt. Etwa 2014 begann Apple ein Projekt zum Autonomen Fahren. Dafür wurden Mitarbeiter aus der Autoindustrie eingestellt.
Das Geschäftsjahr 2016 schloss Apple zum ersten Mal seit 2001 mit einem Umsatzrückgang ab. Der Umsatz lag bei 215,6 Milliarden Dollar (minus acht Prozent), der Gewinn bei 45,7 Milliarden Dollar. Auch in der Volksrepublik China waren die Zahlen rückläufig, hier brachen die Umsätze im ersten Quartal 2017 um mehr als 12 % ein. 2017 begann Apple in Kalifornien, Fahrzeuge auf öffentlichen Straßen zu testen.
Das Geschäftsjahr 2018 schloss Apple mit einem Umsatz von 229,23 Milliarden US-Dollar ab. Das Geschäftsjahr 2019 schloss Apple mit einem Gewinn von 55,26 Milliarden US-Dollar.
Apple war im Jahr 2021 der größte Kunde von Google Cloud mit einem Umsatz von 300 Millionen Dollar. Gleichzeitig zahlte Google gemäß Schätzungen 12 Milliarden Dollar pro Jahr an Apple, um auf den Apple iPhones als Default-Suchmaschine installiert zu sein.
Ende Februar 2024 löste Apple seine aus annähernd 2.000 Mitarbeitern bestehende „Special Projects Group“ zum Autonomen Fahren auf und beendete das Fahrzeugprojekt. Weiter gab das Unternehmen bekannt, stärker an Künstlicher Intelligenz arbeiten zu wollen.

## Unternehmen

### Name
Der Name Apple Computer war die Idee von Steve Jobs, Wozniak war damit zunächst nicht einverstanden. Da beiden innerhalb einer selbst gesetzten Frist kein anderer Name einfiel, meldete Jobs das Unternehmen als „Apple Computer“ an. Jobs selbst erklärte dazu:

„Wir waren damals mit der Anmeldung unseres Unternehmensnamens drei Monate im Verzug, und ich drohte, das Unternehmen ‚Apple Computer‘ zu nennen, falls bis fünf Uhr niemandem ein interessanterer Name einfällt. Ich hoffte, so die Kreativität anzuheizen. Aber der Name blieb. Und deshalb heißen wir heute ‚Apple‘.“

„Ich praktizierte mal wieder eine meiner Obstdiäten. Ich war gerade von der Apfelplantage zurückgekehrt. Der Name klang freundlich, schwungvoll und nicht einschüchternd. Apple nahm dem Begriff Computer die Schärfe. Zudem würden wir künftig vor Atari im Telefonbuch stehen.“

Diese zweite Erklärung bestätigt Steve Wozniak in seiner Autobiografie iWoz.

### Rechtsstreite
Im Jahr 1981 führte der Unternehmensname erstmals zu Konflikten mit dem Beatles-Label „Apple Records“. Apple vermied einen Prozess um den Namen, indem sie zusicherten, sich nicht in der Musikindustrie zu betätigen. Da die Apple-Rechner in den folgenden Jahren über immer weiter gehende Multimediafähigkeiten verfügten, kam es 1989 schließlich zu einem Rechtsstreit, der mit einer außergerichtlichen Einigung endete. Apples Verkauf des iPods und der Betrieb des iTunes Stores führten erneut zu einem Rechtsstreit, der im Februar 2007 beigelegt wurde. Apple ist seitdem Eigentümer aller Markenrechte am Namen „Apple“ und lizenziert bestimmte Rechte an das Musiklabel. Finanzielle Details wurden nicht genannt.
Im September 2011 widersprach Apple der Einrichtung einer Markenanmeldung seitens des Bonner Cafés apfelkind. Dieses wollte sich ein Logo mit dem Schnittmuster eines Kopfes innerhalb eines Apfels sichern. Apple legte wegen „hochgradiger Verwechslungsgefahr“ Einspruch gegen die Eintragung des Logos beim Deutschen Patent- und Markenamt in München ein. Einen Kompromissvorschlag von Apple, die Logonutzung auf das Café zu beschränken – und das Logo insbesondere nicht für Hüllen für digitale Geräte, Computer- oder Videospiele zu nutzen – lehnte die Besitzerin ab und reagierte mit einer Gegenforderung, auf die Apple nicht einging. Am 17. September 2013 zog Apple den Einspruch beim Patentamt ohne Angabe von Gründen zurück, nachdem ein Vergleich mit dem Café gescheitert war.
Seit dem Beginn des Jahres 2017 befindet sich Apple in einem weltweiten Rechtsstreit mit dem Halbleiterhersteller Qualcomm, der eine monopolähnliche Stellung bei Baseband-Prozessoren für Smartphones innehat. Der Rechtsstreit begann 2017, als Apple Qualcomm auf Zahlung von einer Milliarde Euro verklagte. Apple wirft Qualcomm überhöhte Lizenzgebühren und zurückbehaltene Rabatte vor. Qualcomm wiederum warf Apple die Verletzung seiner Patente vor und verklagte es weltweit. Als Hintergrund des Rechtsstreits gilt Folgendes: Apple bezieht Mikrochips nicht direkt von Qualcomm, sondern über Produktionspartner in China. Diese bezahlen Lizenzgebühren an Qualcomm, die sie Apple in Rechnung stellen. Auch Apple selbst zahlt neben den Produktionspartnern Lizenzgebühren an Qualcomm. Diese beziehen sich auf die Endprodukte. Hinsichtlich dieser Lizenzgebühren, die Apple an Qualcomm zahlt, gewährt Qualcomm wiederum Apple Rabatte. Diese begründet Qualcomm damit, dass es an Apples Produktionspartner verkaufe. Nach der Vertragsbeziehung können die Rabatte im Falle von Rechtsstreitigkeiten zwischen Apple und Qualcomm entfallen.
Weil Apple mit der südkoreanischen Kartellbehörde kooperierte, die gegen Qualcomm ermittelte, hielt Qualcomm die Rabatte zurück. Apple verklagte Qualcomm im Januar 2017 auf Zahlung der Rabatte und Rückzahlung überhöhter Lizenzgebühren. Apple warf Qualcomm außerdem vor, an Verkäufen und Lizenzgebühren doppelt zu verdienen. Im März 2019 urteilte ein kalifornisches Gericht, dass die Forderung Apples gegen Qualcomm in Höhe von einer Milliarde Euro weiterhin offen sei.
Qualcomm verklagte Apple dann weltweit und machte die Verletzung diverser Patentrechte durch Apple geltend. Deutschland war unter den ersten Staaten, in denen Qualcomm klagte. Am 20. Dezember 2018 erwirkte Qualcomm vor dem Landgericht München gegen Apple für Deutschland ein Verkaufsverbot für das iPhone 7, das iPhone 8 und das iPhone X wegen Verletzung eines Europäischen Patents zur Stromversorgung für elektrische Verstärker. Qualcomm löste dieses Verkaufsverbot am 3. Januar 2019 durch Hinterlegung einer Sicherheitsleistung in Höhe von 1,34 Milliarden Euro aus. Das LG München wies fünf weitere Klagen Qualcomms gegen Apple wegen Patentrechtsverletzungen (darunter vier Klagen zu Spotlight & Suchen und Siri) ab. Das Landgericht Mannheim wies eine weitere Klage wegen Patentrechtsverletzung ab. Am 27. März 2019 wurde bekannt, dass Apple im Rahmen eines weiteren Patentrechtsstreits ein Verkaufsverbot einiger iPhone-Modelle in den USA drohen könnte.

### Apple-Logo
Das erste Logo war eine Zeichnung im Stile eines barocken Kupferstichs, die Isaac Newton unter einem Apfelbaum sitzend zeigte – eine Anspielung auf die Entdeckung der Schwerkraft mithilfe eines Apfels. Der Entwurf stammte von Ron Wayne. Man stellte jedoch schnell fest, dass sich dieses viel zu kleinteilige Logo nur schlecht reproduzieren ließ, und so wurde es wieder verworfen.

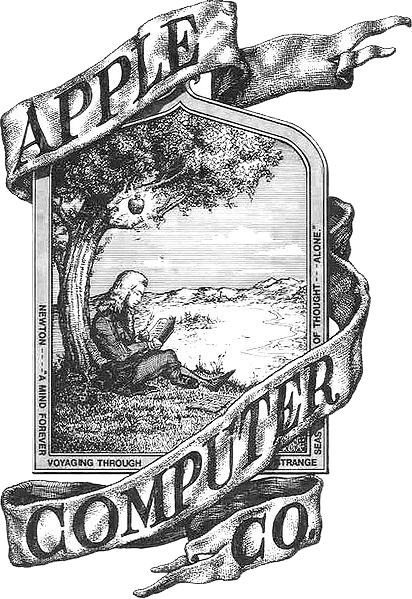
Erstes Apple-Logo
Mehrfarbiges Apple-Logo
Apple-II-Logo
Apple-Schriftzug mit Logo aus den 1990er Jahren
Schwarzes Apple-Logo, seit 1998 in Benutzung

Die in Regenbogenfarben gestreifte, angebissene Apfelsilhouette wurde 1977 von Rob Janoff entworfen. Oft wurden darin Anspielungen auf Isaac Newton gesehen oder auf Alan Turing (siehe unten) oder ein Wortspiel mit dem englischen Wort bite („Biss“), das genauso klingt wie Byte, was Janoff verneinte.
Warum ihn das Logo bis heute fasziniert und weshalb es so zeitlos ist, erklärt er so: „Es ist immer eine kleine Enttäuschung, wenn ich das erzähle, warum der Apfel so aussieht, wie er aussieht. Der Biss sollte klarmachen, dass es sich um einen Apfel handelt, nicht um eine Tomate“, lacht er „und außerdem kann jeder etwas mit der Vorstellung anfangen, herzhaft in einen Apfel zu beißen“.
Während der Apple II die Farben darstellen konnte, wurde für andere Zwecke oft eine einfarbige Version des Logos verwendet.
Beim Textteil des Logos kam die Schrift Motter Tektura von Othmar Motter zum Einsatz, erschienen bei Letraset Ltd. in Großbritannien. Bei den ersten Macintosh-Modellen kam lediglich der farbige Apfel als Bildlogo zum Einsatz. Ab der Betriebssystemversion 7 wurde das Logo in Form einer Wortmarke in Bitstream-Garamond dargestellt, womit die neue TrueType-Fähigkeit besser zur Geltung kam.
Seit 1998 wird das Logo meist nur noch einfarbig dargestellt, jedoch in wechselnden Farben und teilweise mit Oberflächenstrukturen, je nach umgebendem Design. Die Erscheinung der auf den heutigen Produkten befindlichen Logos ist meist farblos. Sie heben sich nur durch ihre Oberflächenstruktur vom Untergrund ab. Im Rahmen einer Umweltschutzkampagne wird zeitweise, z. B. am Earth Day, das Blatt des Logos teilweise grün eingefärbt dargestellt, die Darstellung der Apple Stores wird dann ebenfalls angepasst.
Es gab die urbane Legende, das Logo sei vom britischen Mathematiker Alan Turing inspiriert worden, der 1954 mit einem vergifteten Apfel Suizid beging. Steve Jobs wies das bei einem Interview zurück.

### Mitarbeiter

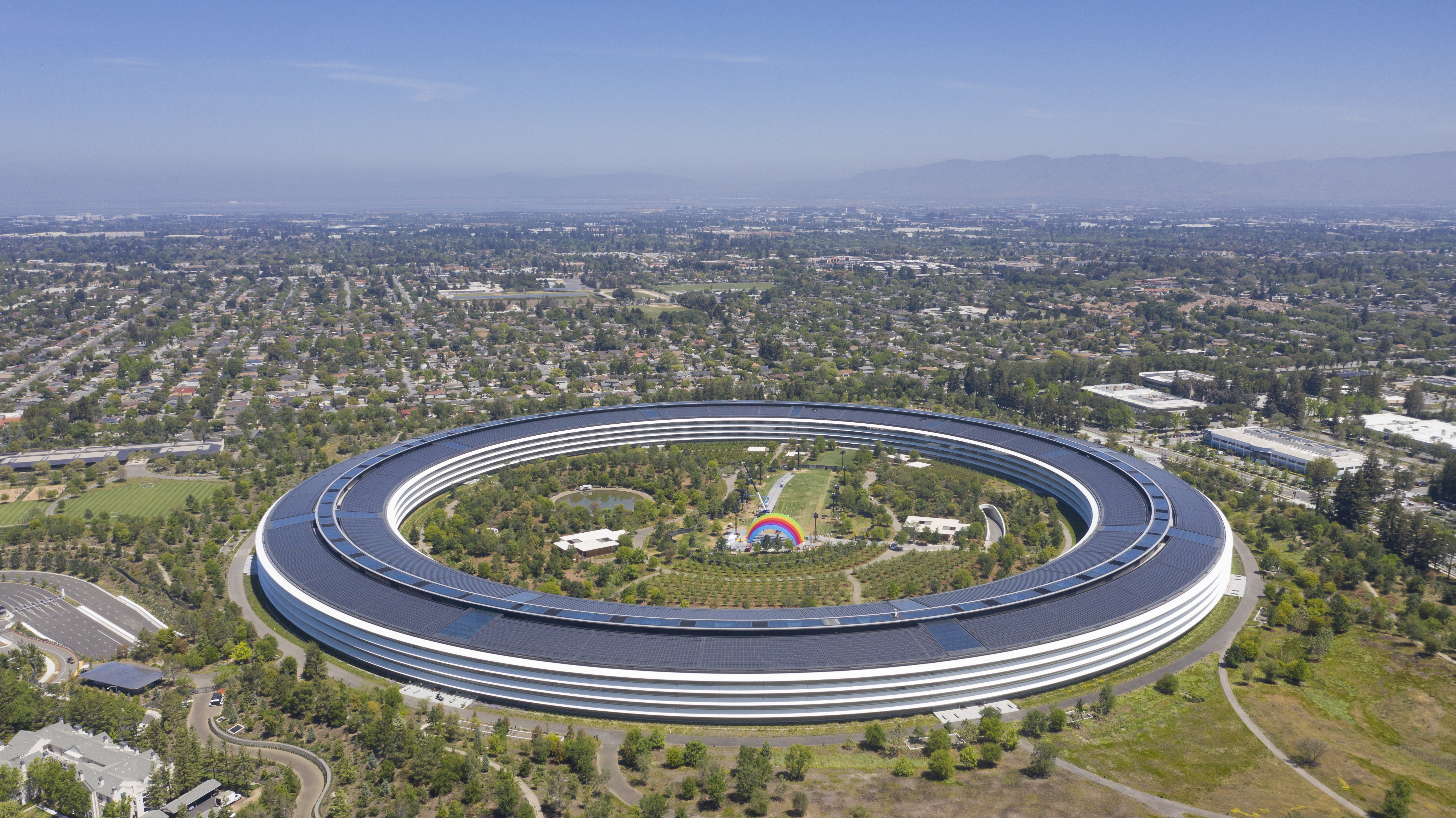
Apple Park in Cupertino

Zwischen 1997 und 2011 war Jobs CEO von Apple. Nach seinem Rücktritt am 24. August 2011 übernahm Tim Cook, der zuvor als COO für das operative Geschäft zuständig war, diesen Posten.
Andere hochrangige Manager sind Eddy Cue (Onlinedienste), Craig Federighi (Software), John Giannandrea (Maschinelles Lernen), Phil Schiller (Marketing) und Johny Srouji (Chipdesign).
Vorsitzender (Chairman) des Board of Directors ist seit November 2011 Arthur D. Levinson (ehemaliger Chairman und CEO von Genentech). Weitere Mitglieder sind James Bell (ehemaliger Präsident und CFO von Boeing), Apple-CEO Tim Cook, Al Gore (ehemaliger Vizepräsident der USA), Robert Iger (ehemaliger Chair of the Board und CEO von Disney) und Andrea Jung (ehemals Chairwoman und CEO von Avon Products). Eric Schmidt (ehemals CEO von Google) verließ am 3. August 2009 das Board of Directors, da angesichts des zunehmenden Wettbewerbs zwischen Google und Apple Interessenskonflikte befürchtet wurden.
Wichtige Apple-Mitarbeiter im Zusammenhang mit der Entwicklung von Lisa und Macintosh waren Jef Raskin (Usability-Spezialist), Andy Hertzfeld, Bill Atkinson und Susan Kare, die u. a. zahlreiche Icons für das Macintosh-System entwarf.
Das Unternehmen beschäftigte im September 2022 rund 164.000 Mitarbeiter (gezählt in Vollzeit-Äquivalenten). Etwa die Hälfte der Angestellten arbeiten im Retail-Bereich. Das interne Bildungsprogramm für die Mitarbeiter trägt den Namen Apple University.

### Apple Stores

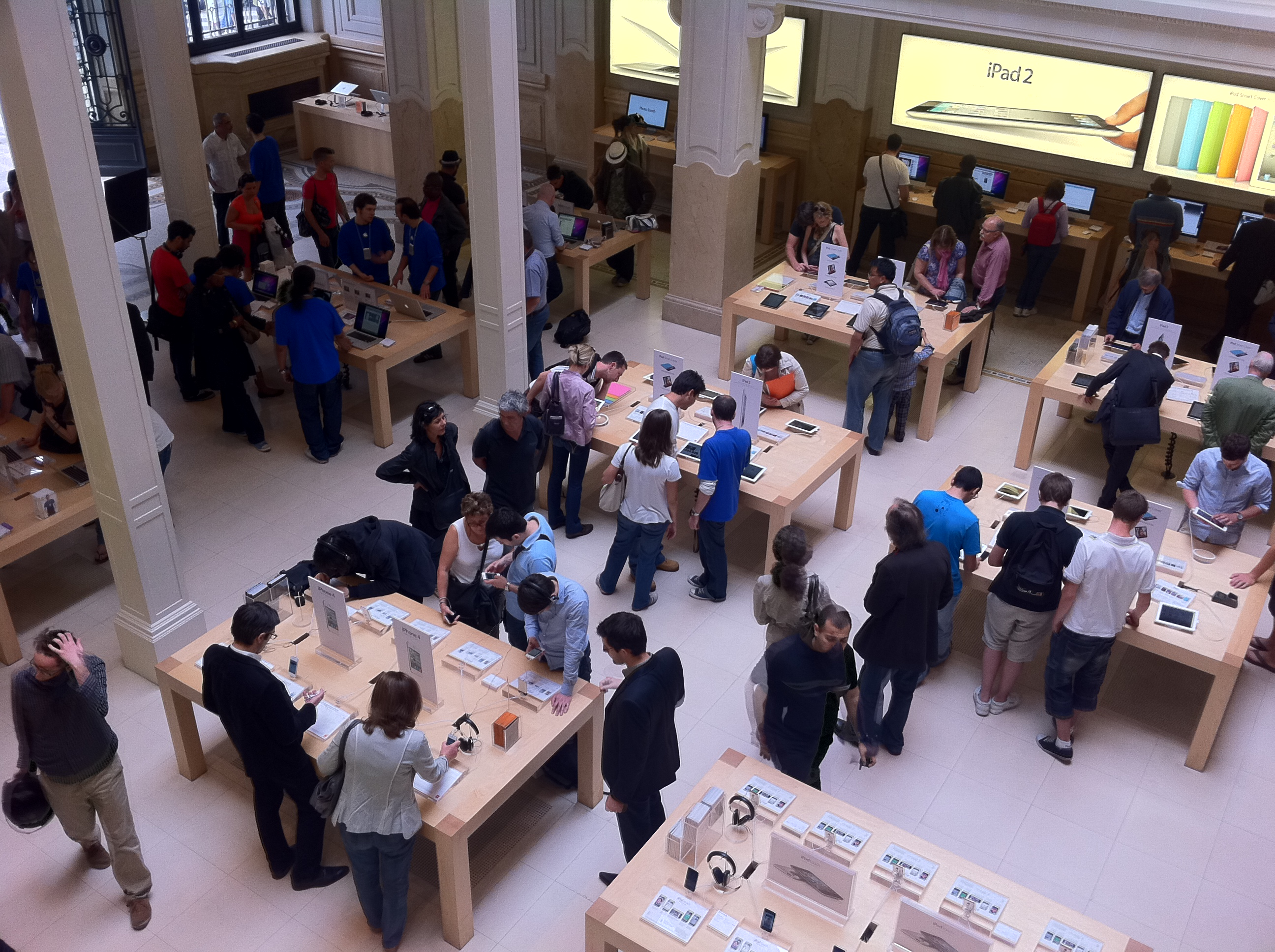
Besucher eines Apple Stores in Paris probieren Produkte aus.

Die Apple Stores verkörpern ein ungewöhnliches Konzept, bei dem sehr großer Wert auf die Interaktion der Besucher mit den Produkten gelegt wird. Um dies umzusetzen, können fast alle ausgestellten Produkte von den Kunden ausprobiert werden; Regale und ähnliche typische Elemente anderer Ladengeschäfte sind nicht vorhanden. Dieses Konzept wird als wesentlicher Grund für den Erfolg der Apple Retail Stores angesehen. Jeder Store verfügt über eine Genius Bar, an der Kunden von Apple-Produkten geholfen wird.
Das Unternehmen betreibt weltweit über 500 Apple Retail Stores. Davon befinden sich mehr als die Hälfte in den USA, weitere Stores gibt es in etwa 20 anderen Ländern. In Deutschland gibt es insgesamt 16 Stores: je zwei in Berlin (Kurfürstendamm und Rosenthaler Straße), München (Innenstadt und OEZ), Hamburg (Jungfernstieg und Alstertal-Einkaufszentrum) und Köln (Rhein-Center und Schildergasse), sowie je ein weiterer in Frankfurt am Main (Freßgass), in Oberhausen (CentrO), in Dresden (Altmarkt-Galerie), in Augsburg (City-Galerie), in Sulzbach (Main-Taunus-Zentrum), in Sindelfingen (Breuningerland), in Düsseldorf (Kö-Bogen) und in Hannover (Bahnhofstraße). In der Schweiz existieren vier Apple Retail Stores; zwei in Zürich (Rennweg und Glattzentrum), einer in Genf und einer in Basel. In Wien (Kärntner Straße) wurde am 24. Februar 2018 der erste Apple Retail Store Österreichs eröffnet.
Die 2004 vorgestellten „Mini“ Retail Stores wurden vom Design-Studio Eight Inc. entworfen. Bis 2013 wurden alle Mini Retail Stores durch Geschäfte von regulärer Größe ersetzt.

### Aktionärsstruktur
Am 30. Dezember 2023 waren die größten Aktionäre von Apple:
- The Vanguard Group (1.317.966.471 Aktien, 8,54 %)
- BlackRock (1.042.391.808 Aktien, 6,75 %)
- Berkshire Hathaway (905.560.000 Aktien, 5,86 %)
- State Street Corporation (586.052.057 Aktien, 3,80 %)
- Geode Capital Management (300.822.623 Aktien, 1,95 %)
- Fidelity Investments (299.871.352 Aktien, 1,94 %)
- Morgan Stanley (217.961.227 Aktien, 1,41 %)
- T. Rowe Price (210.827.097 Aktien, 1,37 %)
- Norges Bank (176.141.203 Aktien, 1,14 %)
- Northern Trust (162.115.200 Aktien, 1,05 %)

### Finanzdaten
| Region                   | Umsatz (Mrd. $) | Anteil |
| ------------------------ | --------------- | ------ |
| Vereinigte Staaten       | 138,6           | 36,2 % |
| Europa                   | 85,2            | 24,6 % |
| Greater China            | 39,8            | 18,9 % |
| Restliches Asien-Pazifik | 29,6            | 7,7 %  |
| Japan                    | 24,3            | 6,3 %  |
| Restliches Amerika       | 24,0            | 6,3 %  |

Das Unternehmen zählt, gemessen an verschiedenen betriebswirtschaftlichen Kennzahlen, zu den größten Unternehmen der Welt. Gemessen an der Marktkapitalisierung ist Apple laut der Liste von PricewaterhouseCoopers seit September 2011 mit kurzen Unterbrechungen das wertvollste Unternehmen der Welt. Laut der Liste Fortune Global 500 war Apple 2020 auf Platz 12 der umsatzstärksten Unternehmen der Welt. Gemessen am Gewinn war Apple gleichzeitig auf Platz 3 der in den Forbes Global 2000 gelisteten Unternehmen. Auf den von den Marktforschungsinstituten Millward Brown und Interbrand zusammengestellten Listen der wertvollsten Marken nimmt die Marke Apple seit einigen Jahren Platz 1 oder 2 ein.
Als erstes Unternehmen überhaupt erreichte Apple am 3. Januar 2022 – dem ersten Handelstag des neuen Jahres – eine Marktkapitalisierung von über 3 Billionen US-Dollar. Am 24. Februar 2022 begannen russische Truppen den Überfall auf die Ukraine; die Energiepreise und Lebensmittelpreise stiegen in vielen Ländern der Erde. Die Aktienkurse von öl-und-gasfördernden Unternehmen stiegen stark; im Mai 2022 überholte Saudi Aramco Apple als höchstbewertetes Unternehmen der Welt.
Apples Börsengang fand am 12. Dezember 1980 statt. Die Aktie wird unter dem Kürzel „AAPL“ an der New Yorker Börse NASDAQ gehandelt und ist Bestandteil der Aktienindizes NASDAQ-100, S&P 500 und Dow Jones.
Apple schüttete ab 1995 keine Dividenden aus; dies wurde um 2010 angesichts hoher Geldreserven von einigen Aktionären zunehmend kritisiert. Nachdem die Finanzreserven des Konzerns auf etwa 100 Milliarden US-Dollar angestiegen waren, kündigte Apple im März 2012 an, ab Juli 2012 eine Dividende in Höhe von zunächst 0,38 US-Dollar im Quartal zu zahlen. Gleichzeitig kündigte Apple an, eigene Aktien im Wert von 10 Mrd. US-Dollar zurückzukaufen.
Bis April 2016 erhöhte Apple das Aktienrückkaufprogramm in mehreren Schritten auf einen Gesamtumfang von schließlich 175 Mrd. US-Dollar bis März 2018. Gleichzeitig wurde die Dividende auf schließlich 0,57 US-Dollar pro Quartal angehoben.
| Zeitraum (GJ)               | Umsatz (Mio. USD) | Gewinn (Mio. USD) | Umsatzwachstum | Umsatzrendite |
| --------------------------- | ----------------- | ----------------- | -------------- | ------------- |
| GJ 1981 (Okt. 80 – Sep. 81) | 335               | unbek.            | —              | —             |
| GJ 1982 (Okt. 81 – Sep. 82) | 583               | 61                | 74 %           | 10 %          |
| GJ 1983 (Okt. 82 – Sep. 83) | 983               | 77                | 69 %           | 8 %           |
| GJ 1984 (Okt. 83 – Sep. 84) | 1.516             | 64                | 54 %           | 4 %           |
| GJ 1985 (Okt. 84 – Sep. 85) | 1.918             | 61                | 27 %           | 3 %           |
| GJ 1986 (Okt. 85 – Sep. 86) | 1.902             | 154               | −1 %           | 8 %           |
| GJ 1987 (Okt. 86 – Sep. 87) | 2.661             | 218               | 40 %           | 8 %           |
| GJ 1988 (Okt. 87 – Sep. 88) | 4.071             | 400               | 53 %           | 10 %          |
| GJ 1989 (Okt. 88 – Sep. 89) | 5.284             | 454               | 30 %           | 9 %           |
| GJ 1990 (Okt. 89 – Sep. 90) | 5.558             | 475               | 5 %            | 9 %           |
| GJ 1991 (Okt. 90 – Sep. 91) | 7.977             | 310               | 44 %           | 4 %           |
| GJ 1992 (Okt. 91 – Sep. 92) | 7.087             | 530               | −11 %          | 7 %           |
| GJ 1993 (Okt. 92 – Sep. 93) | 6.309             | 87                | −11 %          | 1 %           |
| GJ 1994 (Okt. 93 – Sep. 94) | 9.189             | 310               | 46 %           | 3 %           |
| GJ 1995 (Okt. 94 – Sep. 95) | 11.602            | 424               | 20 %           | 4 %           |
| GJ 1996 (Okt. 95 – Sep. 96) | 9.833             | −816              | −11 %          | −8 %          |
| GJ 1997 (Okt. 96 – Sep. 97) | 7.081             | −1.045            | −28 %          | −15 %         |
| GJ 1998 (Okt. 97 – Sep. 98) | 5.941             | 309               | −16 %          | 5 %           |
| GJ 1999 (Okt. 98 – Sep. 99) | 6.134             | 601               | 3 %            | 10 %          |
| GJ 2000 (Okt. 99 – Sep. 00) | 7.983             | 786               | 30 %           | 10 %          |
| GJ 2001 (Okt. 00 – Sep. 01) | 5.363             | −25               | −33 %          | −0 %          |
| GJ 2002 (Okt. 01 – Sep. 02) | 5.247             | 65                | −2 %           | 1 %           |
| GJ 2003 (Okt. 02 – Sep. 03) | 6.207             | 57                | 18 %           | 1 %           |
| GJ 2004 (Okt. 03 – Sep. 04) | 8.279             | 266               | 33 %           | 3 %           |
| GJ 2005 (Okt. 04 – Sep. 05) | 13.931            | 1.328             | 68 %           | 10 %          |
| GJ 2006 (Okt. 05 – Sep. 06) | 19.315            | 1.989             | 39 %           | 10 %          |
| GJ 2007 (Okt. 06 – Sep. 07) | 24.578            | 3.495             | 27 %           | 14 %          |
| GJ 2008 (Okt. 07 – Sep. 08) | 37.491            | 6.119             | 53 %           | 16 %          |
| GJ 2009 (Okt. 08 – Sep. 09) | 42.905            | 8.235             | 14 %           | 19 %          |
| GJ 2010 (Okt. 09 – Sep. 10) | 65.225            | 14.013            | 52 %           | 21 %          |
| GJ 2011 (Okt. 10 – Sep. 11) | 108.249           | 25.922            | 66 %           | 24 %          |
| GJ 2012 (Okt. 11 – Sep. 12) | 156.508           | 41.733            | 45 %           | 27 %          |
| GJ 2013 (Okt. 12 – Sep. 13) | 170.910           | 37.037            | 9 %            | 22 %          |
| GJ 2014 (Okt. 13 – Sep. 14) | 182.795           | 39.510            | 7 %            | 22 %          |
| GJ 2015 (Okt. 14 – Sep. 15) | 233.715           | 53.394            | 28 %           | 23 %          |
| GJ 2016 (Okt. 15 – Sep. 16) | 215.639           | 45.687            | −8 %           | 21 %          |
| GJ 2017 (Okt. 16 – Sep. 17) | 229.234           | 48.351            | 6 %            | 21 %          |
| GJ 2018 (Okt. 17 – Sep. 18) | 265.595           | 59.531            | 16 %           | 22 %          |
| GJ 2019 (Okt. 18 – Sep. 19) | 260.174           | 55.256            | −2 %           | 21 %          |
| GJ 2020 (Okt. 19 – Sep. 20) | 274.515           | 57.411            | 6 %            | 21 %          |
| GJ 2021 (Okt. 20 – Sep. 21) | 365.817           | 94.680            | 33 %           | 26 %          |
| GJ 2022 (Okt. 21 – Sep. 22) | 394.328           | 99.803            | 8 %            | 25 %          |
| GJ 2023 (Okt. 22 – Sep. 23) | 383.285           | 96.995            | −3 %           | 25 %          |
| GJ 2024 (Okt. 23 – Sep. 24) | 391.035           | 93.736            | 2 %            | 24 %          |

## Produkte
| Produkt                     | Umsatz (Mrd. $) | Anteil |
| --------------------------- | --------------- | ------ |
| iPhone                      | 200,6           | 52,3 % |
| Dienstleistungen            | 85,2            | 22,2 % |
| Wearables, Heim und Zubehör | 39,8            | 10,4 % |
| iMac                        | 29,4            | 7,7 %  |
| iPad                        | 28,3            | 7,4 %  |

Apple entwirft Software und Hardware. Hardware lässt Apple zum größten Teil von Auftragsfertigern in und aus Taiwan herstellen, u. a. von Foxconn, Quanta und Pegatron.
Die Produkte werden oft als innovativ angesehen und besitzen meist ein funktionales Design. Die klare und schnörkellose Linienführung ist durch Produkte des deutschen Elektrogeräteherstellers Braun inspiriert, die von Chefdesigner Dieter Rams und seinem Team entworfen wurden.

### Software

#### Betriebssysteme
Apples erste Betriebssysteme waren die in den Apple-II- und Apple-III-Baureihen verwendeten Systeme Apple DOS, SOS und ProDOS. Diese waren kommandozeilenorientiert, wie damals (Ende der 1970er und Anfang der 1980er Jahre) üblich. 1983 stellt Apple mit dem Lisa OS eines der ersten kommerziell erhältlichen Betriebssysteme vor, das vollständig über eine grafische Oberfläche bedient wurde. 1984 wurde mit dem Macintosh das erste grafische Betriebssystem auf den Markt gebracht, das sich in großem Umfang verkaufte. Zwei Jahre später wurde der Apple IIgs vorgestellt, dessen Betriebssystem GS/OS viele Funktionen des Macintosh-Betriebssystems übernahm.
Mit der Einstellung der Apple-II-Produktlinie Anfang der 1990er Jahre konzentrierte sich Apple auf die Macintosh-Reihe, deren Betriebssystem bis Version 7 schlicht „System“ und später „Mac OS“ genannt wurde. Mac OS 9 erschien im Jahr 1999. Sein Nachfolger, Mac OS X, übernahm Teile der Oberfläche, basiert jedoch auf einem vollkommen anderen Betriebssystemkern. Mit Version 10.8 wurde Mac OS X in OS X, und 2016 mit Version 10.12 in macOS umbenannt. Eine Servervariante, macOS Server (früher: OS X Server bzw. Mac OS X Server), ist erhältlich, wird jedoch ab Version 10.7 nicht mehr als eigenständige Betriebssystem-Distribution vertrieben, sondern kann über den App Store nachinstalliert werden.
Auf dem iPhone kommt das Betriebssystem iOS und auf dem iPad das System iPadOS zum Einsatz, welche den Betriebssystemkern mit macOS teilen, jedoch über eine für Touchscreens angepasste Nutzeroberfläche verfügen. Auch die Betriebssysteme für das Apple TV (tvOS) und die Apple Watch (watchOS) sind technisch eng mit iOS und macOS verwandt, verfügen jedoch über jeweils eigene Oberflächen.

#### Anwendungen
Apple liefert mit den Betriebssystemen macOS und iOS Programme für viele häufige Anwendungsfelder mit, etwa den Webbrowser Safari, das Fotoverwaltungs- und bearbeitungsprogramm Fotos, den Instant Messenger Messages (im deutschsprachigen Betriebssystem als Nachrichten bezeichnet) oder Mail, Kontakte und Kalender.
Zusätzlich können auf jedem neu gekauftem Mac oder iOS-Gerät das Videoschnittprogramm iMovie, das Musikprogramm GarageBand, das Textverarbeitungsprogramm Pages, das Präsentationsprogramm Keynote und das Tabellenkalkulationsprogramm Numbers kostenlos heruntergeladen werden.
Außerdem entwickelt das Unternehmen mit Logic Pro (Audio und Sequencing) und Final Cut Pro (Videoschnitt) Software für die professionelle Audio- und Videobearbeitung. Die Entwicklung von Aperture (Fotobearbeitung und -verwaltung) wurde im April 2015 eingestellt.

#### Open Source
Das Unternehmen veröffentlicht den Quellcode von Darwin, der gemeinsamen Grundlage von macOS und iOS, unter der APSL. Zudem nutzen macOS und iOS sowie die Entwicklerwerkzeuge verschiedene Open-Source-Projekte, an deren Entwicklung Apple sich beteiligt. Hierzu zählen die Browser-Engine WebKit, die im mobilen Bereich führend ist, die Programmiersprache Swift, die Compiler-Backend-Infrastruktur LLVM und insbesondere Clang (C/C++/Objective-C-Frontend) sowie Teile von Grand Central Dispatch, einer Bibliothek, die es Softwareentwicklern erleichtern soll, Prozessorlast besser auf die Prozessorkerne zu verteilen.

### Computer

#### Desktops
Das Unternehmen stellt derzeit vier verschiedene Desktop-Rechner her. Der iMac, bei dem Rechner und Bildschirm in einem Gehäuse kombiniert sind, und der günstigere Mac mini richten sich an normale Nutzer, während der Mac Pro und der Mac Studio (wie einst der iMac Pro) auf rechenintensive Aufgaben wie professionelle Videobearbeitung ausgerichtet ist. Der Mac Pro und der Mac Studio beschreiben im Gegensatz zum iMac nur einen Computer ohne Monitor.

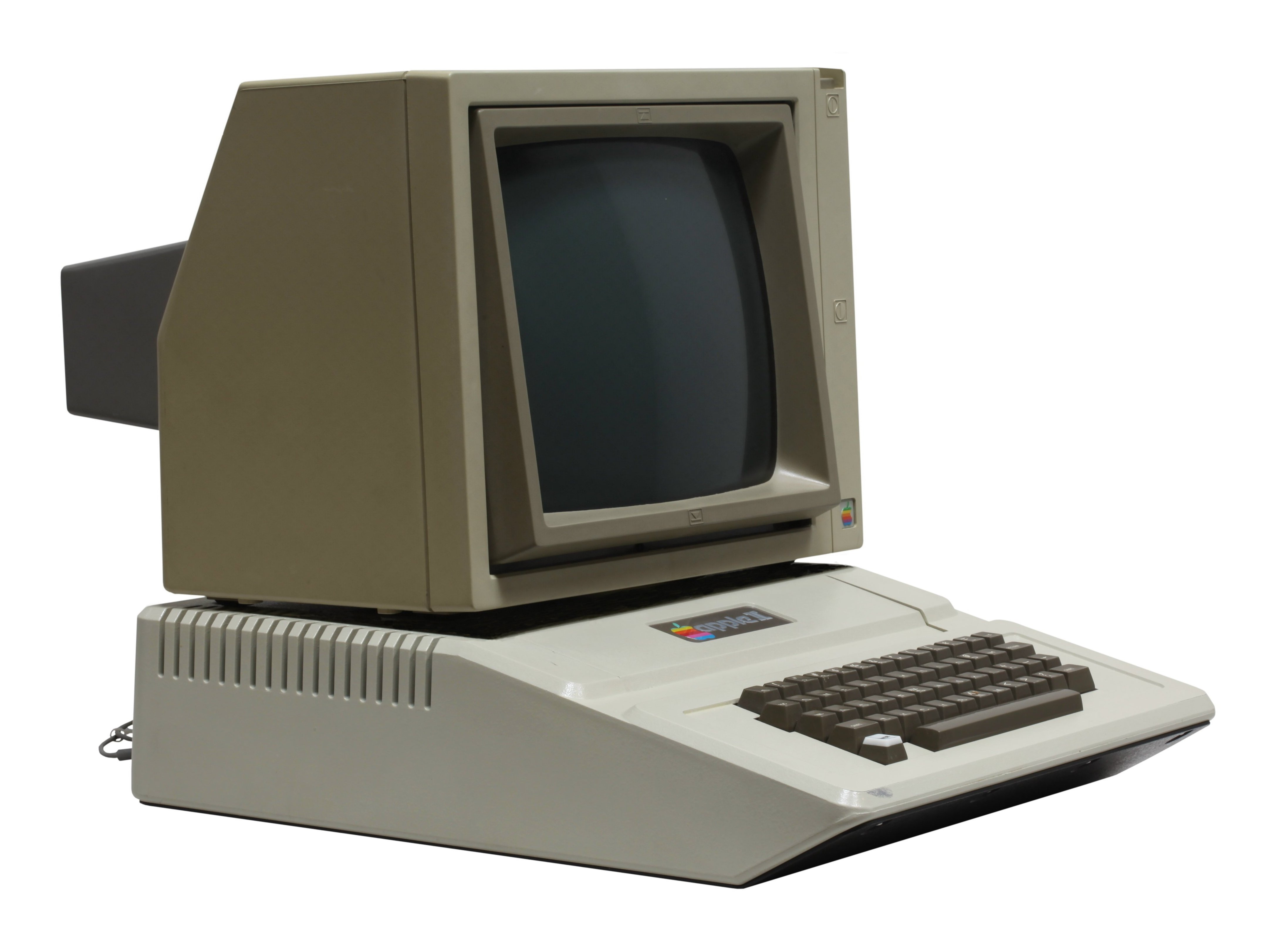
Apple II (1977)
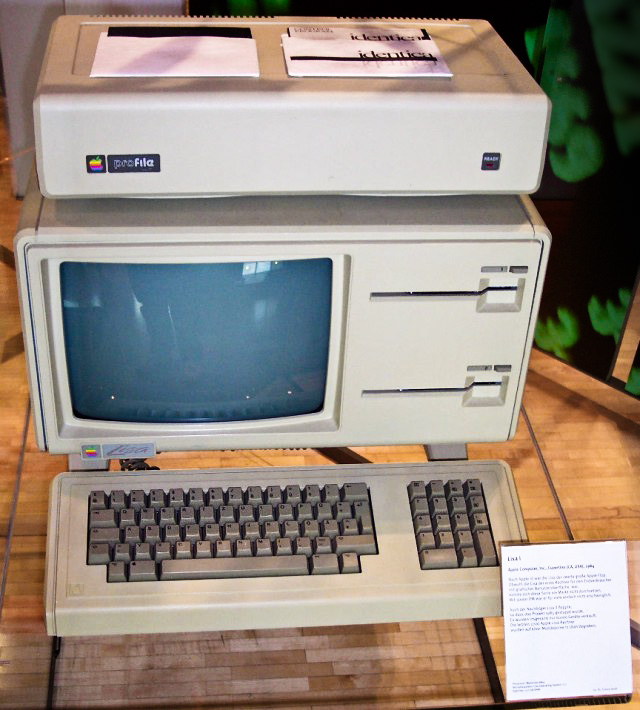
Apple Lisa (1983)
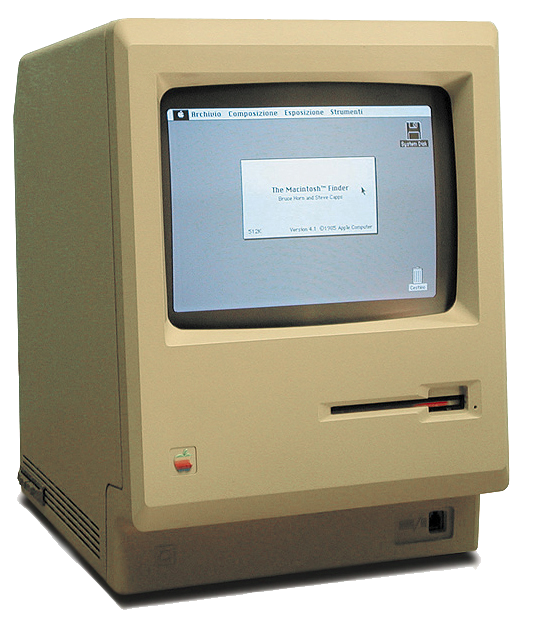
Macintosh (1984)
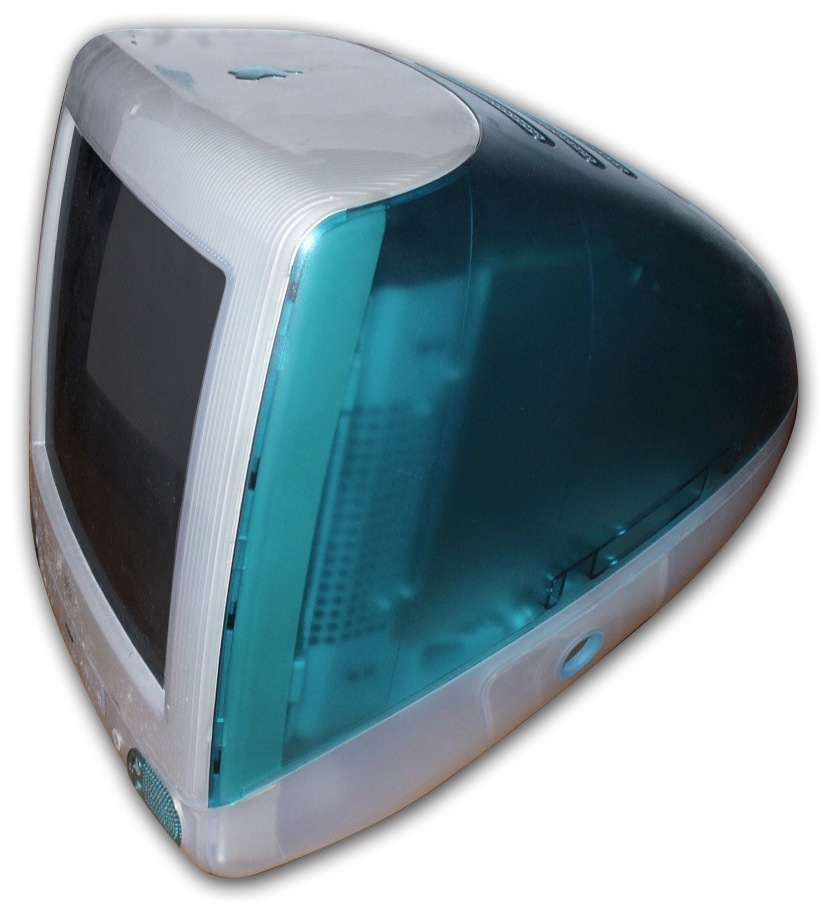
iMac G3 (1998)
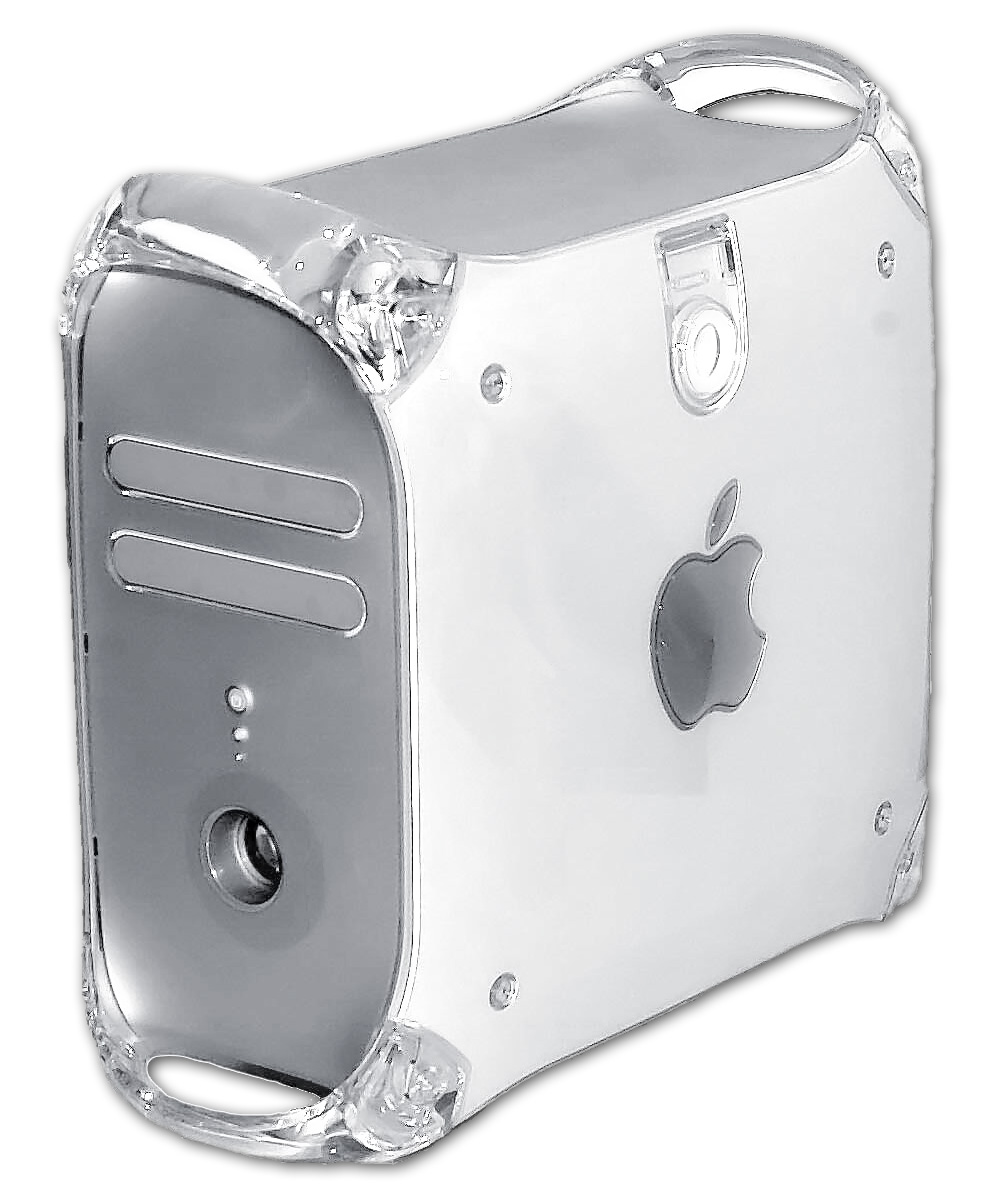
Power Mac G4 Quicksilver (2002)
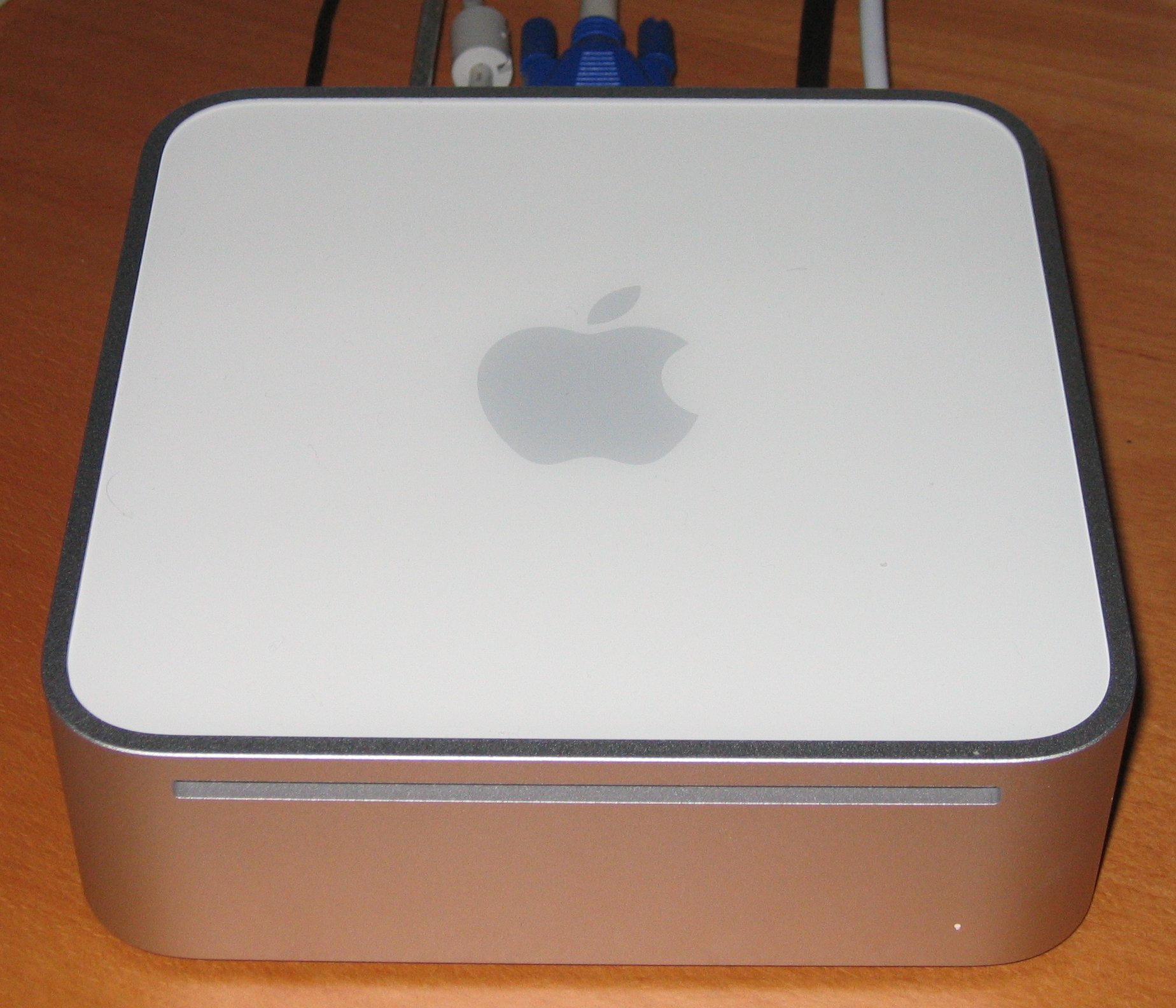
Mac mini (2005)
iMac (2013)

#### Notebooks
Apples erster tragbarer Rechner war 1989 der mehr als 7 kg schwere Macintosh Portable. Zwei Jahre später führte das Unternehmen mit dem PowerBook die bis heute übliche Notebook-Bauform mit zurückgesetzter Tastatur und Handballenauflage ein. Derzeit stellt Apple zwei verschiedene Notebooks her: das MacBook Air und das MacBook Pro.

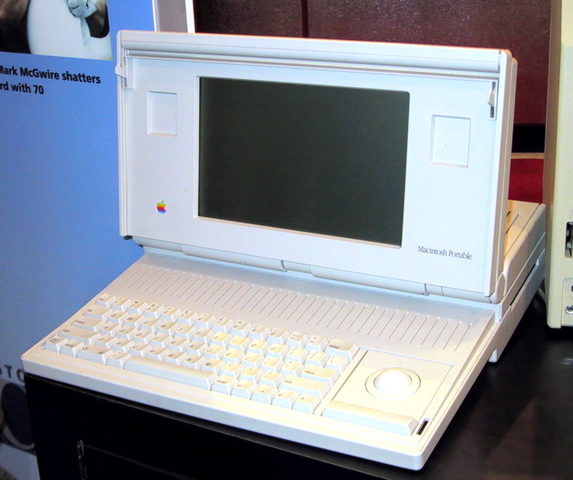
Macintosh Portable (1989)
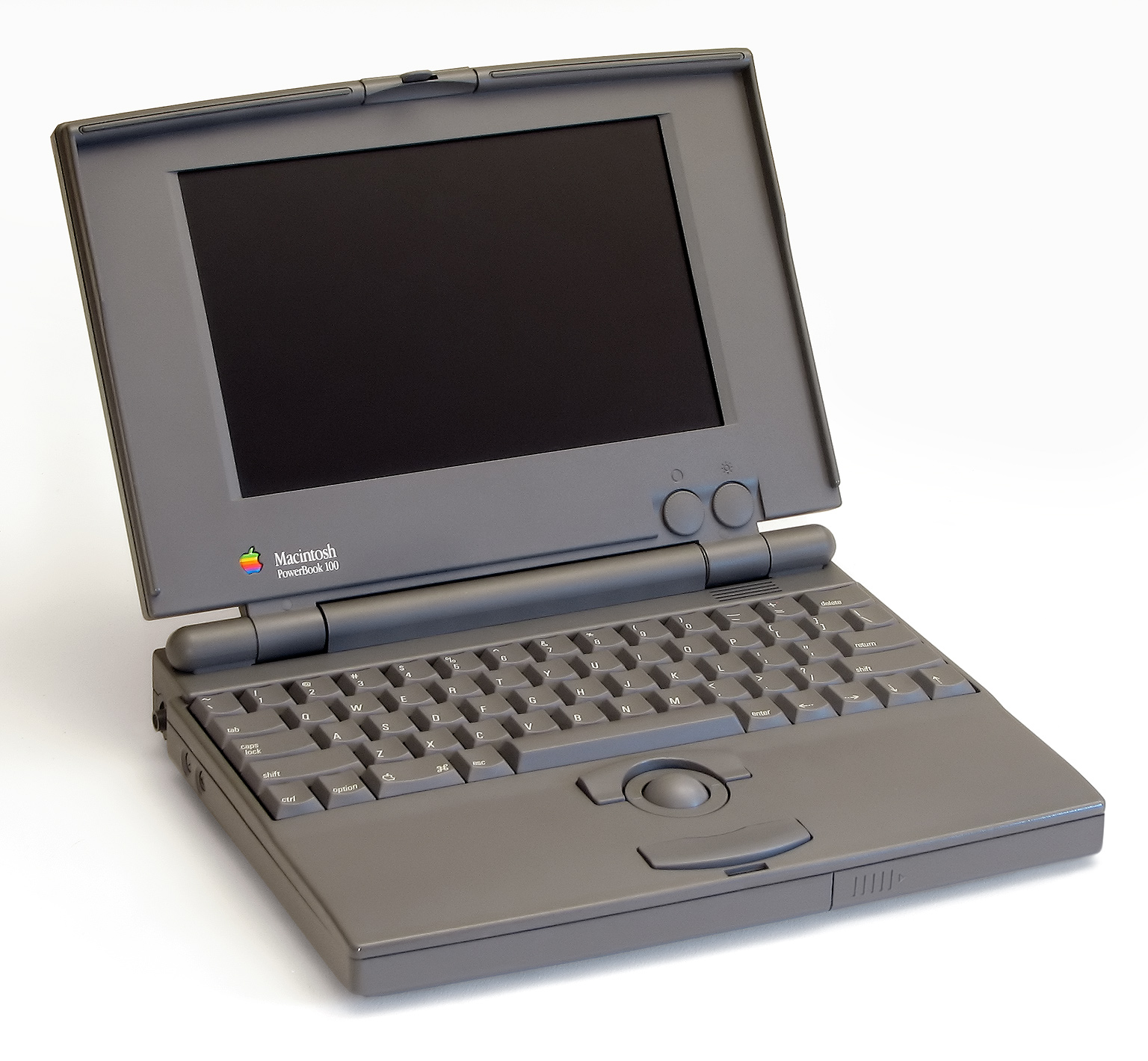
PowerBook 100 (1991)
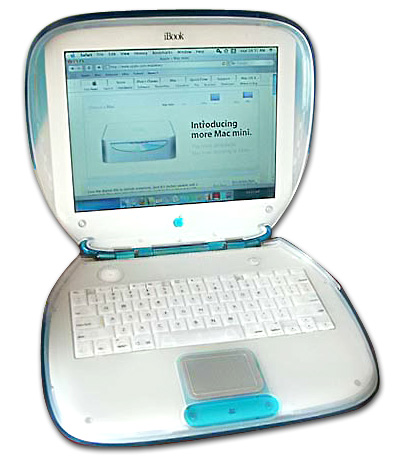
iBook (1999)
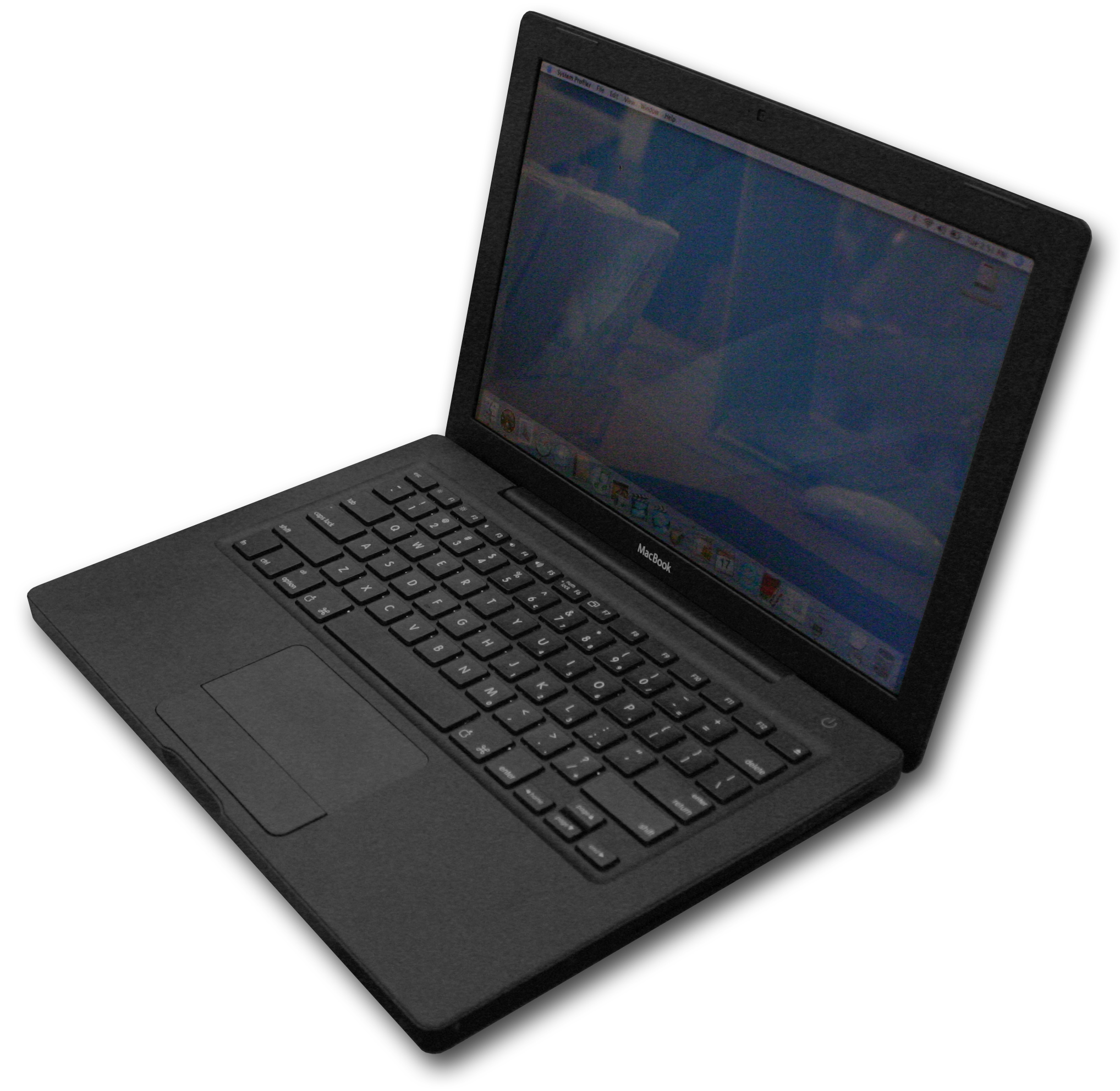
MacBook (2006)
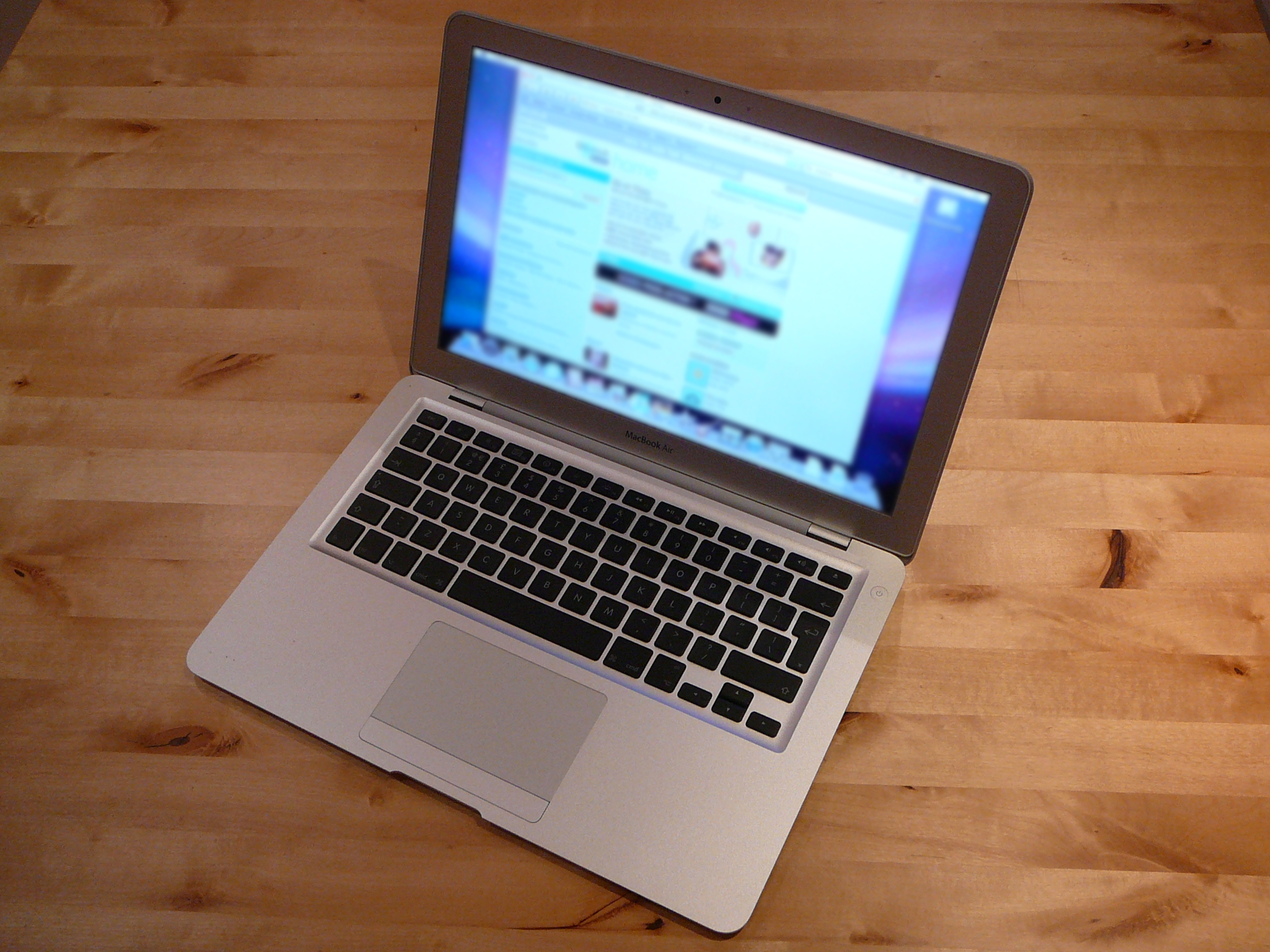
MacBook Air (2008)
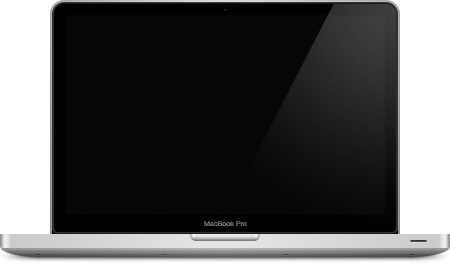
MacBook Pro im Unibody-Design (2009)
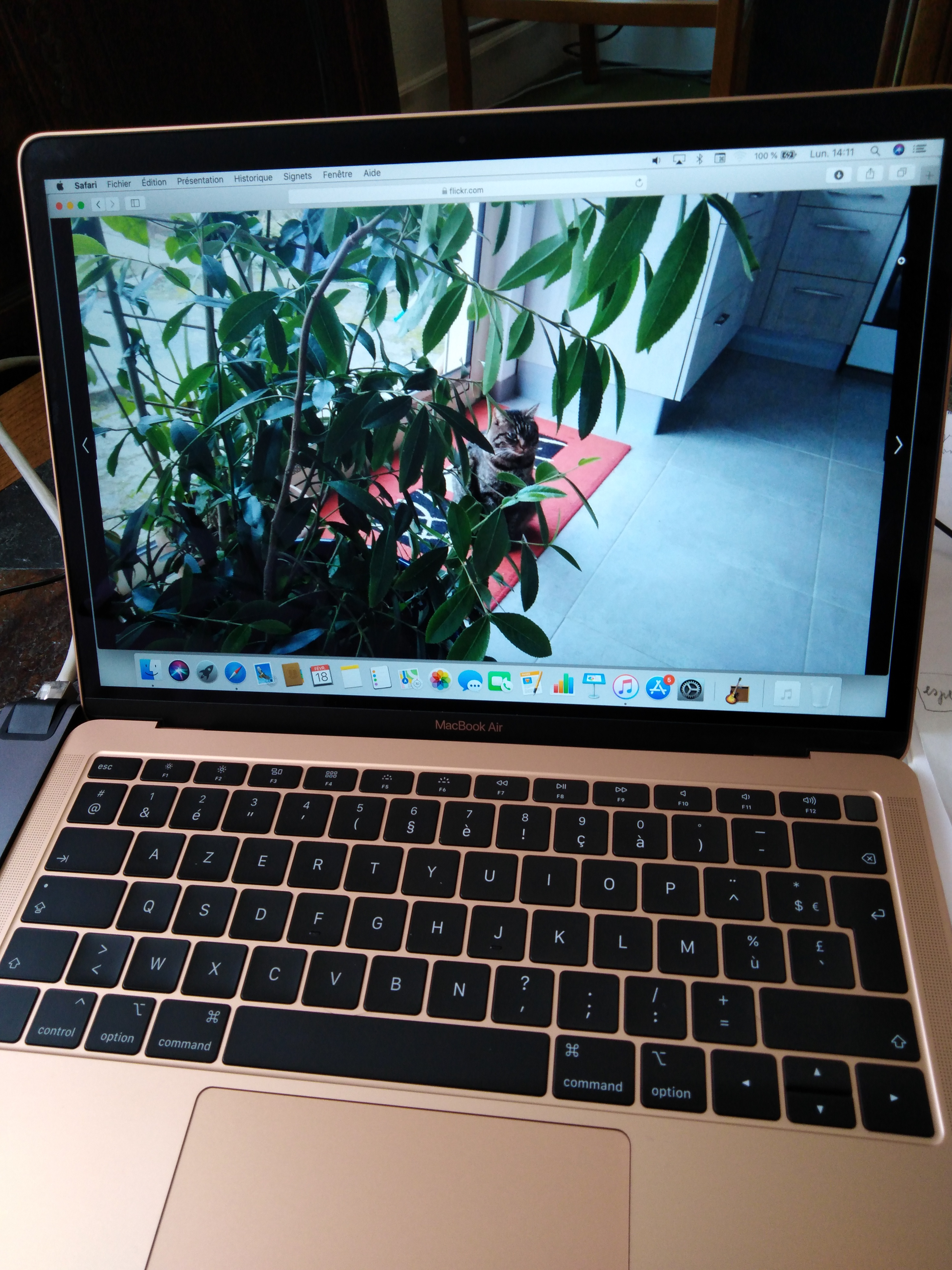
MacBook Air Retina (2019)

### Mobile Geräte

#### iPod
Am 23. Oktober 2001 stellte das Unternehmen den iPod vor, im Laufe der Jahre kamen mehrere Modelle hinzu. Er etablierte sich als Marktführer unter den MP3-Playern. Bis September 2012 wurden mehr als 350 Millionen Stück verkauft. Der iPod classic wurde im September 2014 eingestellt, die Varianten iPod shuffle und iPod nano wurden 2017 vom Markt genommen. Zuletzt bot Apple nur noch den iOS-basierten iPod touch an, dessen Produktion im Mai 2022 eingestellt wurde. Anschließend wurden Restbestände abverkauft.

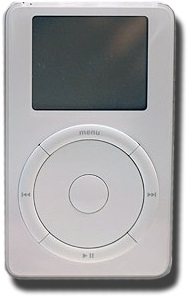
Der erste iPod (2001)
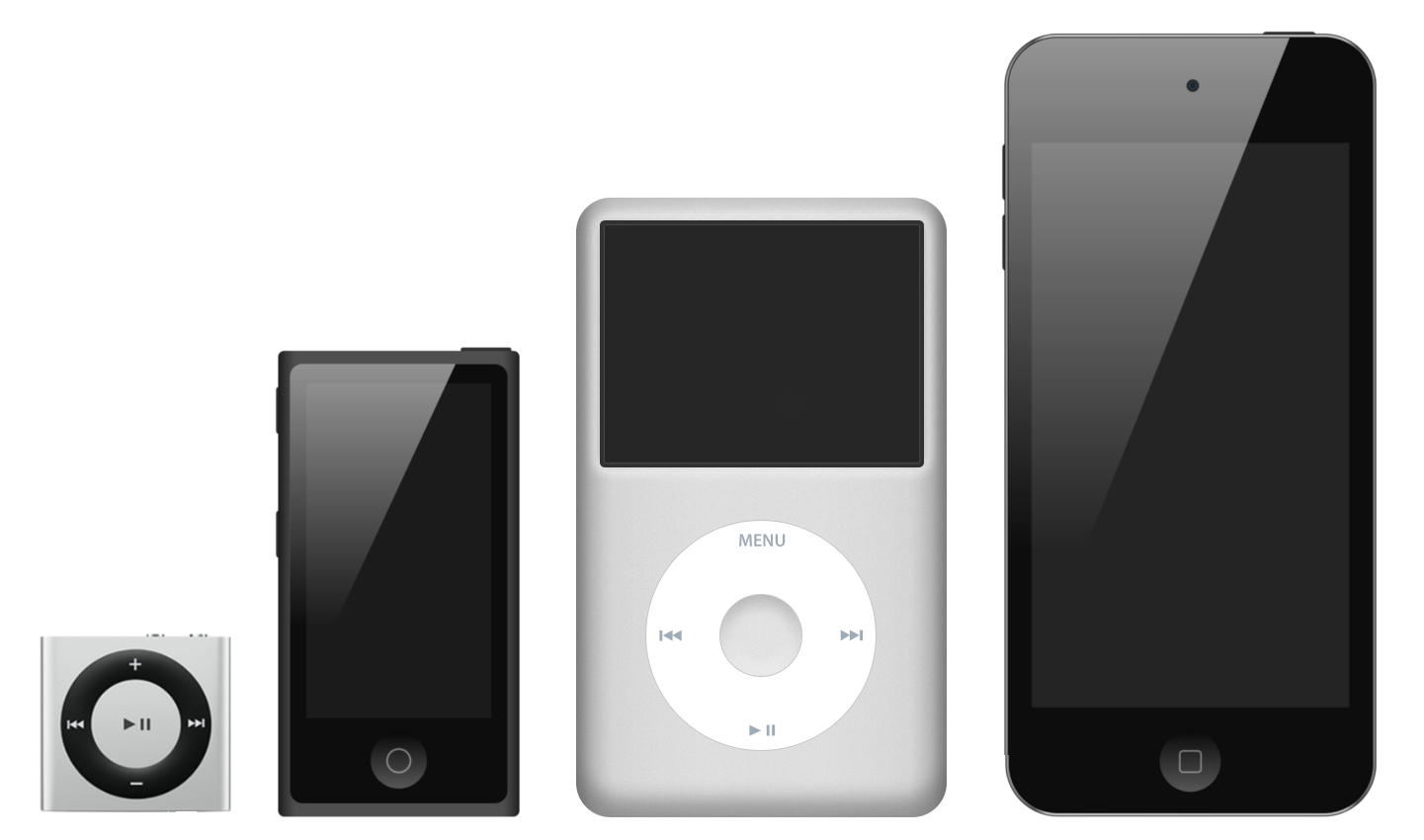
Die iPod-Familie (v. l. n. r. iPod shuffle, nano, classic und touch)
Ein pinker iPod touch der 6. Generation

#### iPhone
Am 9. Januar 2007 stellte das Unternehmen das iPhone vor, im Herbst des Jahres folgte der erste iPod mit Touchscreen, der iPod touch. Beide nutzen das gleiche Betriebssystem, welches zunächst als iPhone OS bezeichnet und im Sommer 2010 mit Version 4.0 in iOS umbenannt wurde. Ein erster großer Wandel kam mit dem iPhone 4 im Jahr 2010. Das letzte von Steve Jobs vorgestellte iPhone hatte jetzt ein kantiges Design und war sowohl das erste iPhone mit einer Glasrückseite als auch mit einem Apple-eigenen Prozessor, dem Apple A4. Außerdem war es das erste iPhone mit einer Frontkamera. Mit dem iPhone 4s erschien Apples digitaler Sprachassistent Siri. Das iPhone 5c im Jahr 2013 war dann das erste iPhone im Mittelklasse-Bereich, das iPhone 5s unterstützte erstmals den Mobilfunkstandard LTE. Ein Jahr später brachte Apple beim iPhone 6 dann wieder das Design mit den abgerundeten Kanten zurück, außerdem gab es mit dem iPhone 6 Plus zum ersten Mal eine größere iPhone-Variante. Mit dem iPhone 6s führte Apple dann 3D-Touch ein. 2016 erschien das erste iPhone SE, ein Mittelklasse-iPhone, welches 2020 und 2022 jeweils Nachfolger erhielt. Beim iPhone 7 verschwand der 3,5-mm-Klinkenanschluss und der physische Home-Button, der durch einen 3D-Touch Home-Button ersetzt wurde, beim Plus-Modell verbaute Apple erstmals eine Dualkamera, mit einem Weitwinkel- und Teleobjektiv. Während das iPhone 8 im Vergleich zum Vorgänger relativ unverändert blieb, überarbeitete Apple das iPhone mit dem iPhone X erstmals grundlegend. Der Home-Button entfiel komplett und Apple wechselte zu einem All-Screen-Design, wodurch auch der Fingerabdrucksensor Touch-ID durch Face-ID, die neue Gesichtserkennung ersetzt wurde, die in einer Aussparung im Display, der sogenannten Noch untergebracht war. Ein Jahr später erfolgte dann ein genereller Wechsel im Lineup, welches nun aus dem günstigerem iPhone XR, dem Flaggschiff iPhone XS und dem größeren iPhone XS Max bestand. 2019 löste dann das iPhone 11 das iPhone XR ab; auf das iPhone XS und XS Max folgten das iPhone 11 Pro und Pro Max, bei dem Apple erstmals eine Triple-Kamera verbaute. Beim iPhone 12 gab es dann vor allem Änderungen beim Design, denn wie beim iPhone 4 war der Rahmen von nun an wieder kantig gestaltet und auch gab es mit dem iPhone 12 mini wieder ein kleineres iPhone, alle iPhone-12-Modelle unterstützen den Mobilfunk Standard 5G. Beim iPhone 13 behielt Apple das Lineup der Vorgängergeneration bei, größere Neuerungen waren die seit dem iPhone X erstmals verkleinerte Notch und das adaptive 120-Hertz-Display bei den Pro-Modellen. Das iPhone 14 Pro und 14 Pro Max erschienen 2022 dann ganz ohne eine Notch, welche durch „Dynamic Island“ ersetzt wurde, bei der Kamera verbaut Apple erstmals einen 48-Megapixel-Hauptsensor. Das iPhone 14 Plus ist dann wieder eine größere Variante des normalen iPhones.
Gemessen an der Anzahl der verkauften Geräte war Apple zur Jahresmitte 2018 die drittgrößte Marke von Mobiltelefonen und als Hersteller der viertgrößte Hersteller von Mobiltelefonen (nach Samsung, Huawei mit den Marken Huawei und Honor sowie BBK Electronics mit den Marken Oppo, Xiaomi, Vivo und OnePlus).

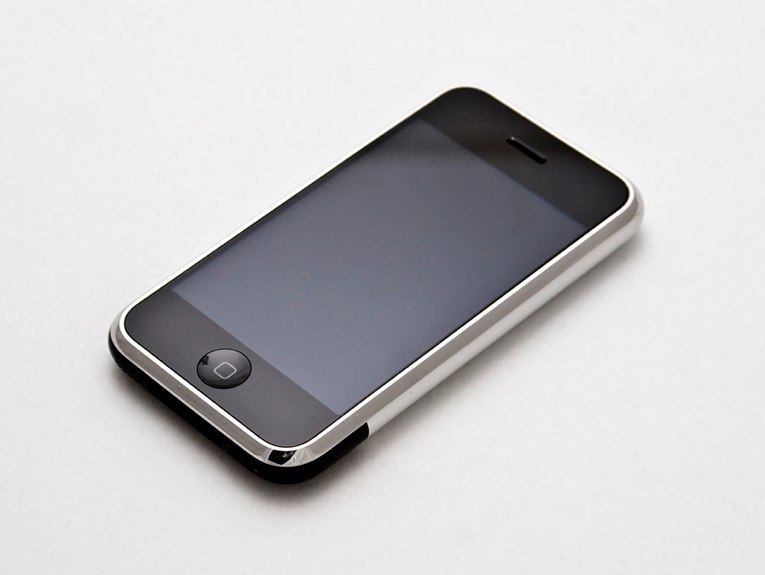
iPhone 2G (2007)
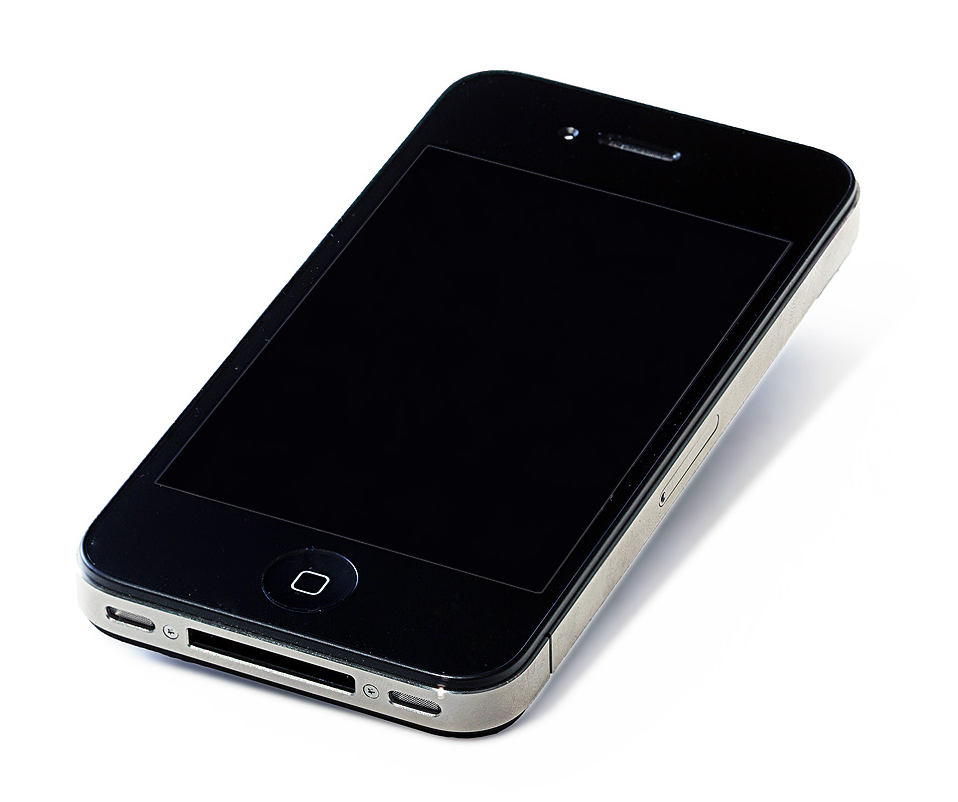
iPhone 4 (2010)
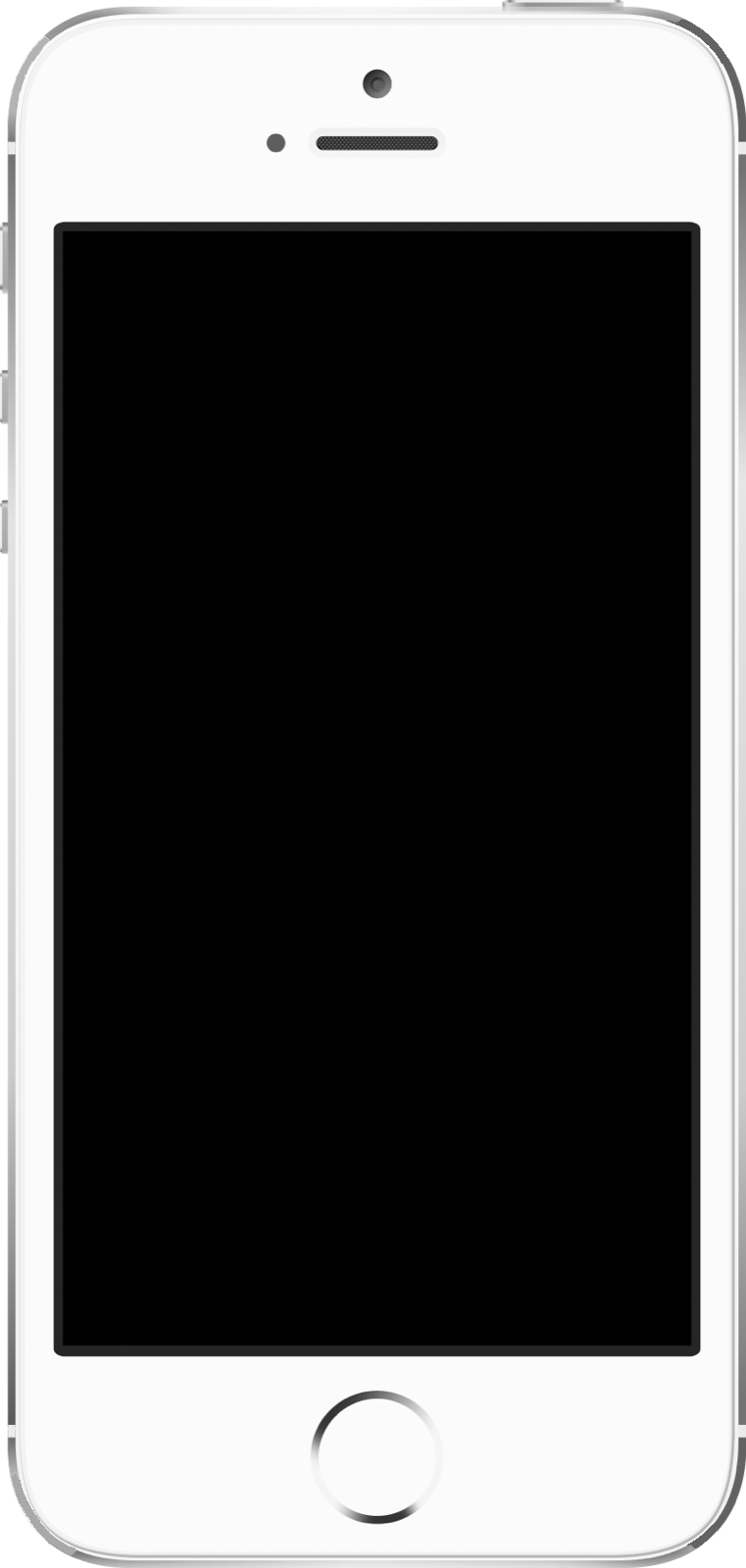
iPhone SE (2016)
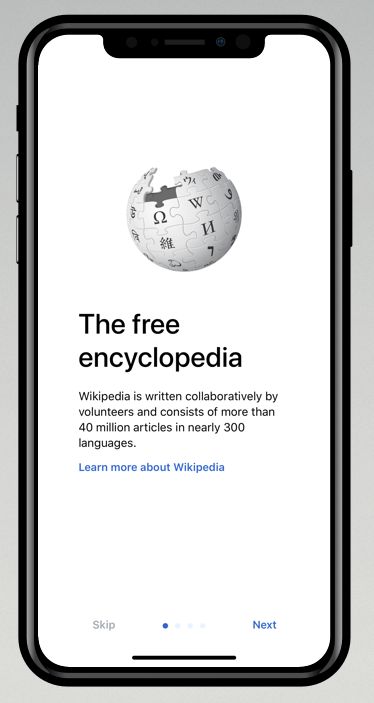
iPhone X (2017)

#### iPad
Anfang 2010 stellte das Unternehmen das iPad vor, ein Tablet, auf dem ebenfalls iOS lief. Im Oktober 2012 wurde zudem das iPad mini vorgestellt, welches über einen kleineren Bildschirm als das normale iPad verfügt. Am 9. September 2015 wurde das iPad Pro vorgestellt, das einen um 70 % größeren Bildschirm hat. Am 1. November 2013 wurde dann das iPad Air vorgestellt, welches sich zwischen dem normalen iPad und dem iPad Pro einreiht. Bis zum Wechsel auf das eigene Betriebssystem iPadOS 2019 kam bei den iPads ebenfalls IOS zum Einsatz. Ähnlich wie schon beim iPhone X erschien mit dem iPad Pro erstmals ein komplett überarbeitetes iPad, mit einem kantigen Rahmen und ohne einen Home-Button. Bis 2022 wechselten dann auch das iPad Air 2020, das iPad Mini 2021 und das normale iPad 2022 zum neuen Design. Während das iPad Pro über Face-ID verfügt befindet sich Touch-ID bei den anderen iPads im Power-Button oben. Alternativ können die iPads auch mit dem Apple Pencil, einem Stylus, der magnetisch an der Seite haftet, und bei der 2. Generation dort auch kabellos geladen werden kann, bei der 1. Generation wird der Stylus über den Lightning-Anschluss geladen.

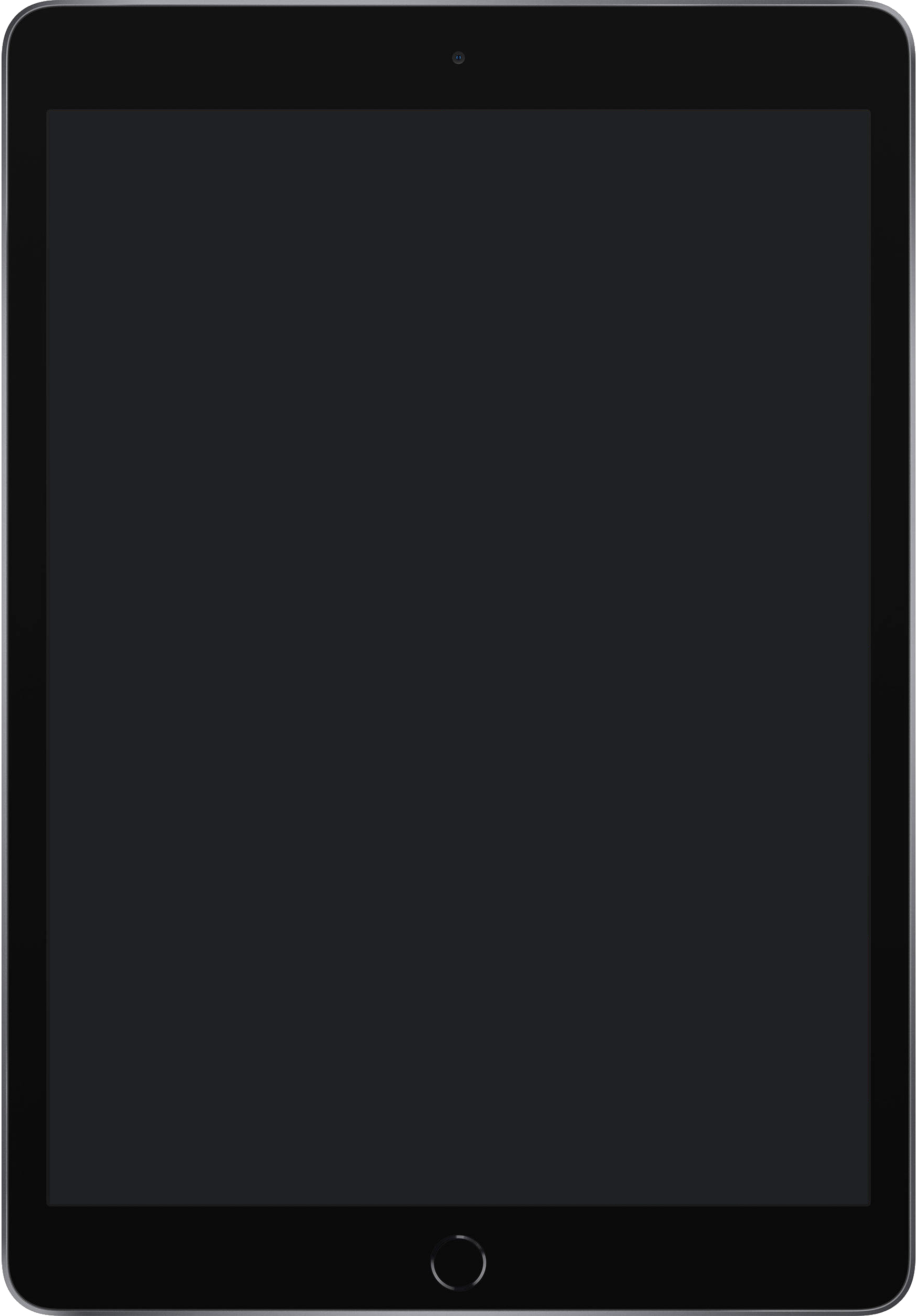
iPad
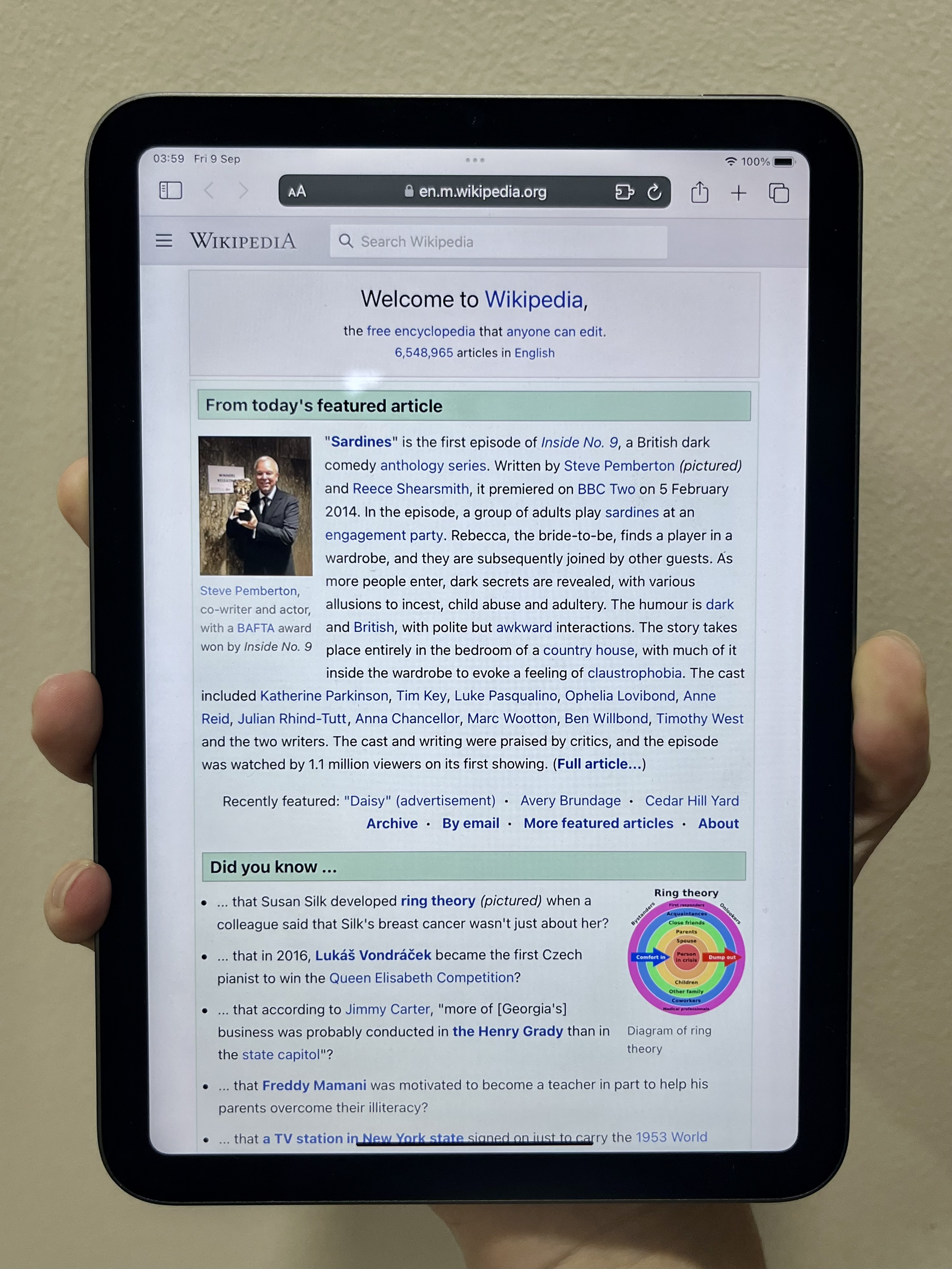
iPad mini
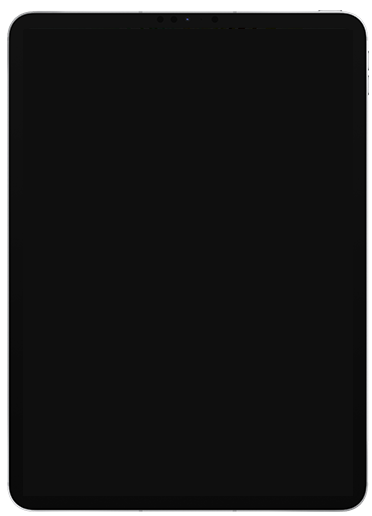
iPad Pro

#### Apple Watch

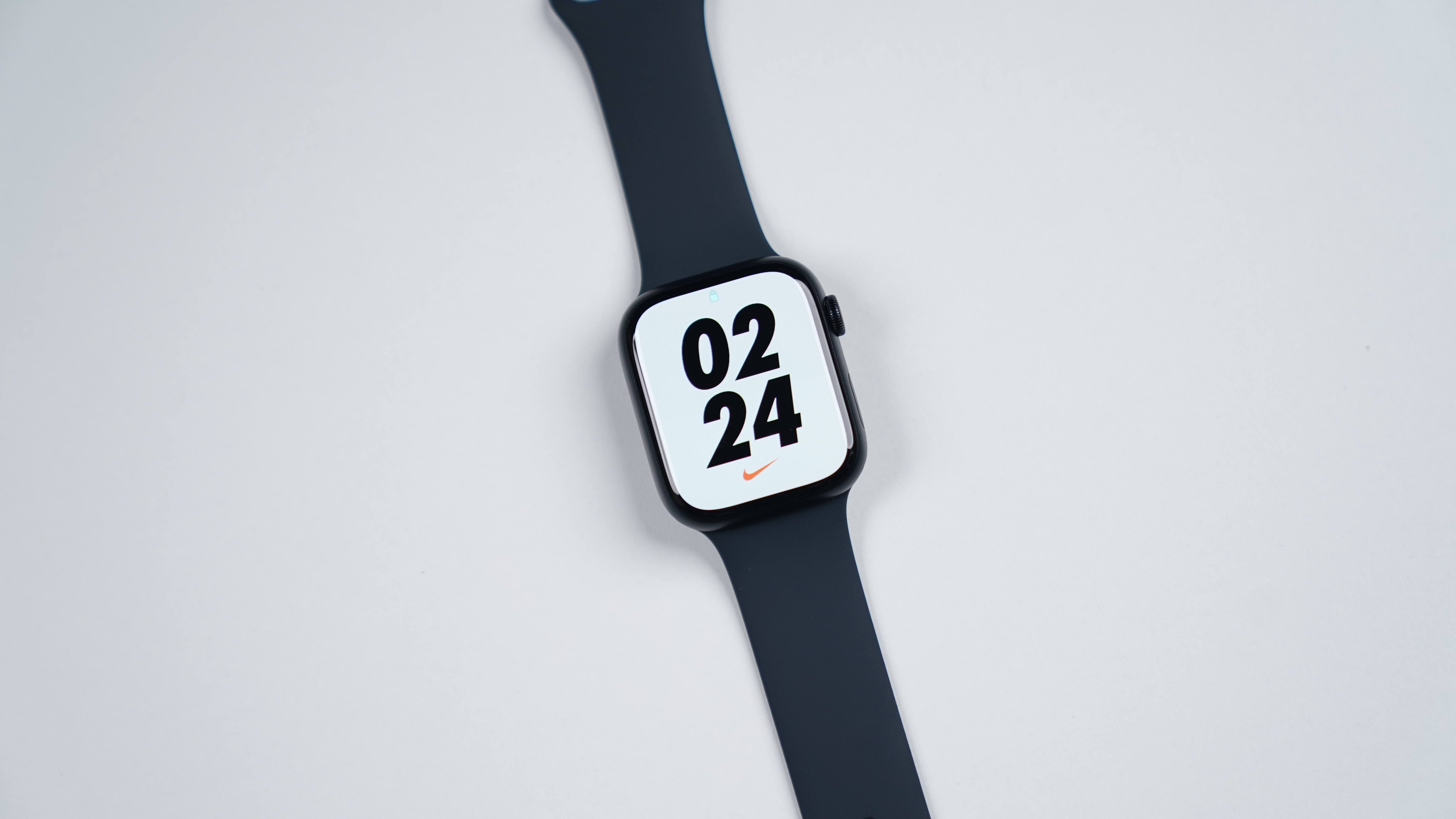
Apple Watch Series 8

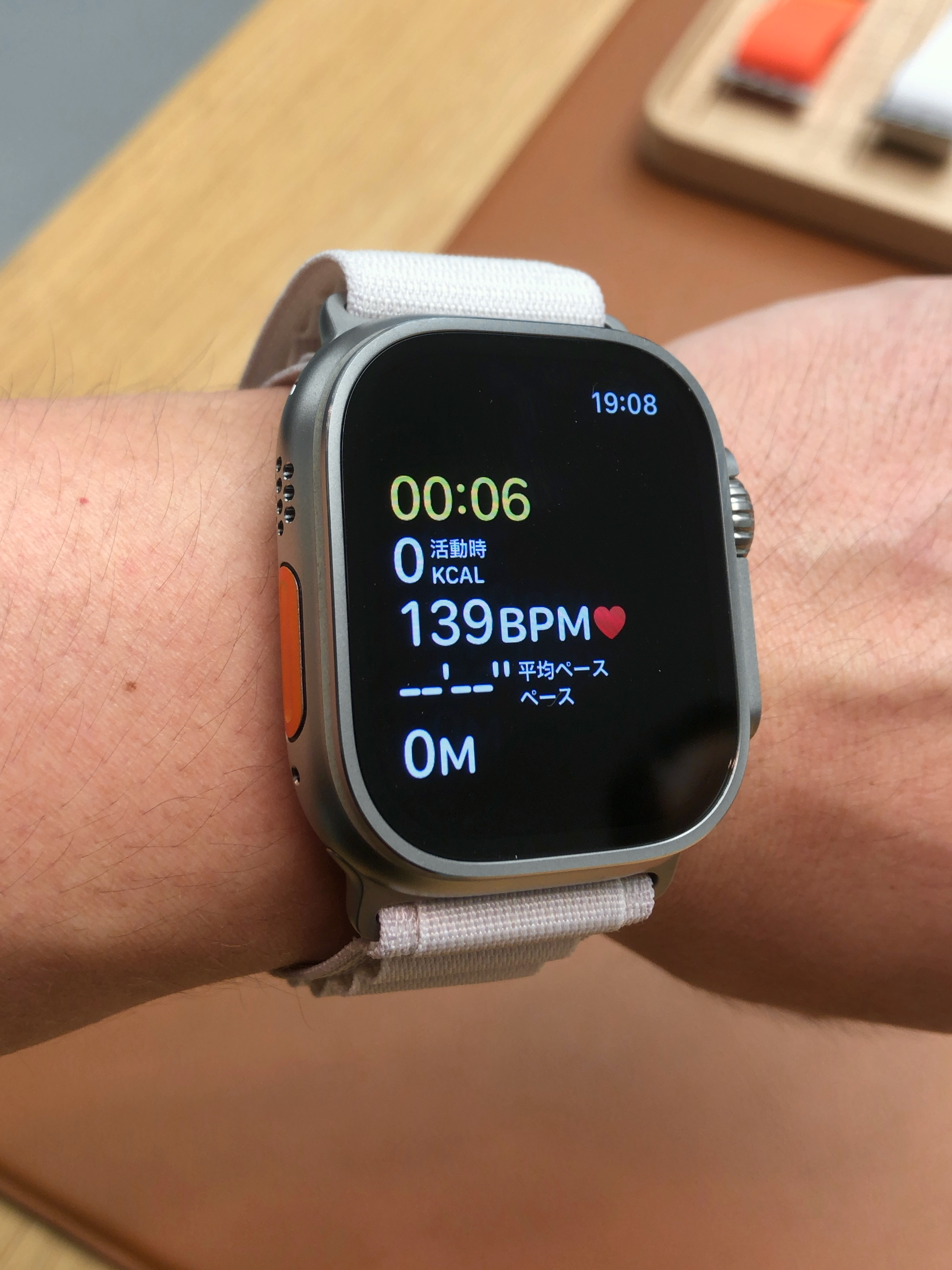
Apple Watch Ultra

Die Apple Watch ist eine Smartwatch, die am 9. September 2014 angekündigt wurde und seit dem 24. April 2015 erhältlich ist. Die neueste Series 8 wurde am 9. September 2022 vorgestellt. Des Weiteren hat Apple mit der Apple Watch SE seit 2020 auch noch eine günstigere Apple Watch im Lineup. 2022 wurde dann mit der Apple Watch Ultra eine Outdoor-Version auch für extreme Bedingungen vorgestellt.

#### Apple TV
Das im September 2006 vorgestellte Apple TV lief zuerst mit einer modifizierten Version von Mac OS X; seit die Hardware im September 2010 runderneuert wurde, läuft auf dem Apple TV eine iOS-Variante mit angepasster Nutzeroberfläche. Ab der 2015 vorgestellten 4. Generation des Apple TV wird das Betriebssystem als tvOS bezeichnet und verfügt über einen App Store. Bedient wird der Apple TV mit der Apple Remote.

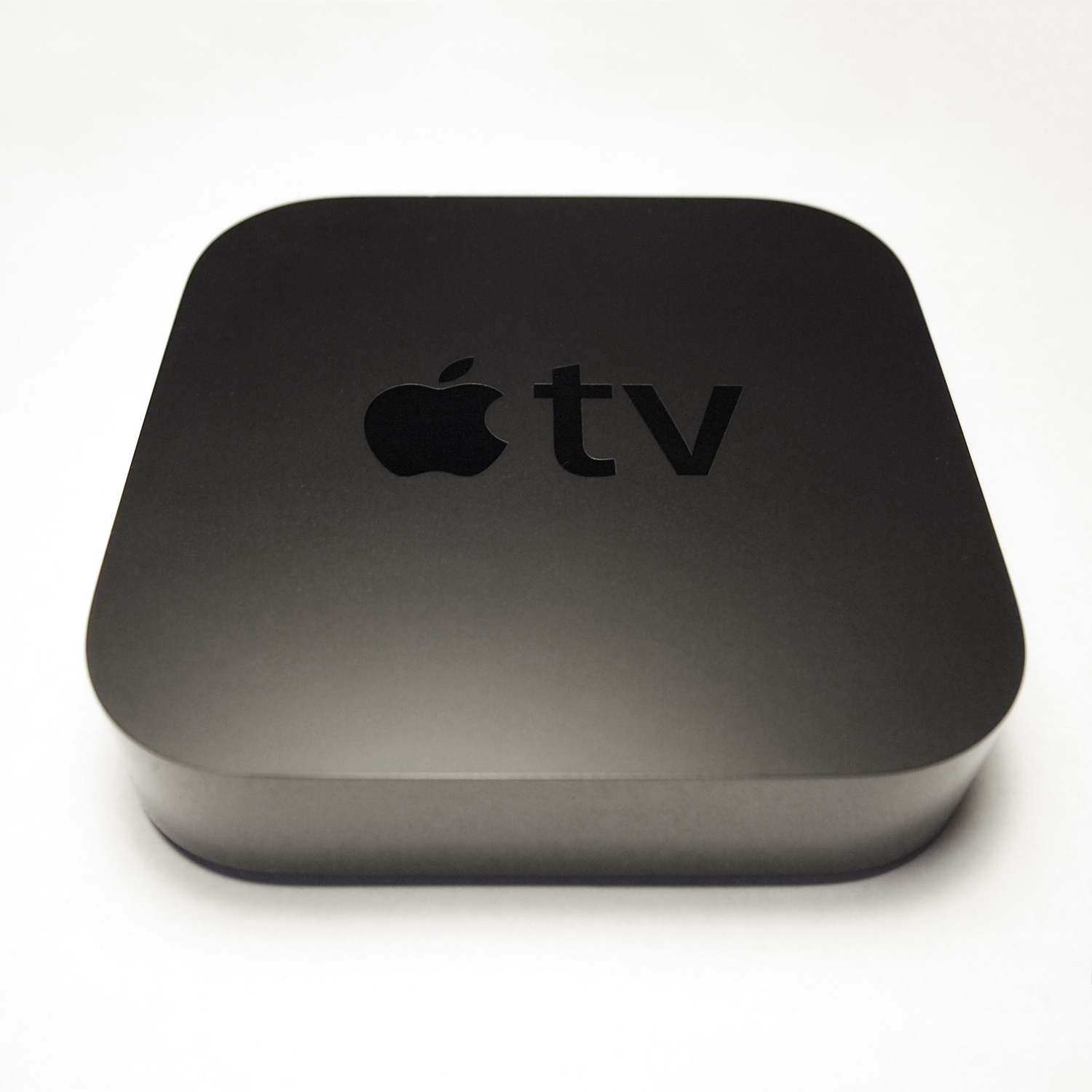
Apple TV (2011/2012)
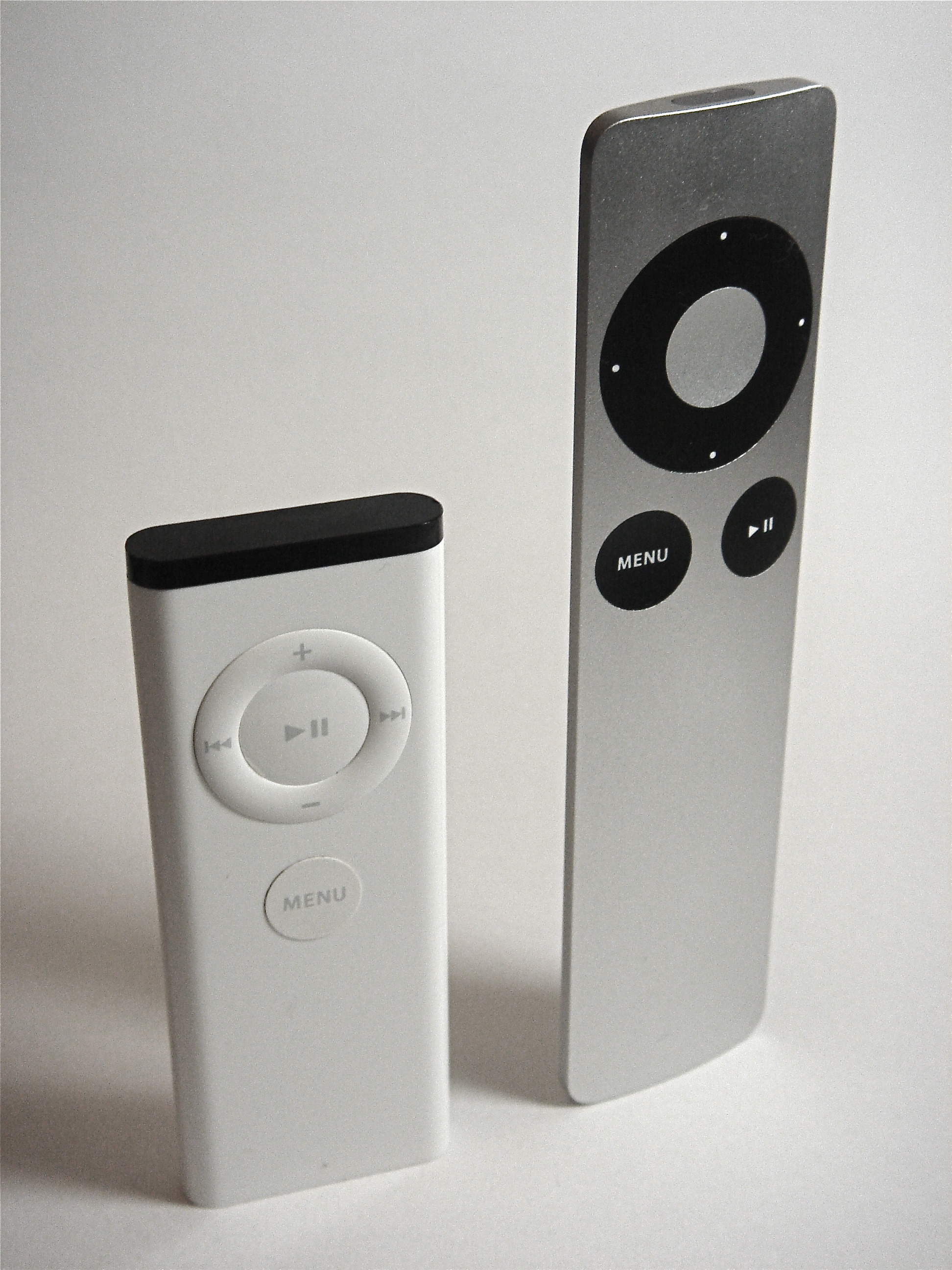
Apple Remote

### Onlinedienste
- App Store – Plattform zum Anbieten und Laden von Programmen für die Betriebssysteme iOS, iPadOS, watchOS, tvOS und macOS
- iTunes Store – in iTunes integrierte Onlineplattform zum Kauf von Musik, Spielfilmen und anderen Multimedia-Inhalten
- iCloud – teilweise kostenloser Cloud-Computing-Dienst, mit dem beispielsweise Mails, Termine, Kontakte und Fotos zwischen allen eigenen Endgeräten (iPod, iPhone, Mac und Windows-Computer) synchronisiert werden können
- Apple Music – Musikstreamingdienst, der mit iOS 8.4 am 30. Juni 2015 in 100 Ländern gestartet wurde
- Apple Arcade – Videospiele-Abonnement-Service
- Apple TV+ – Video-on-Demand-Service
- Apple Fitness+  – Fitness-Dienst, der Workout-Videos anbietet und mithilfe von Apple-Geräten aufzeichnet[142]

### Peripheriegeräte und Unterhaltungselektronik

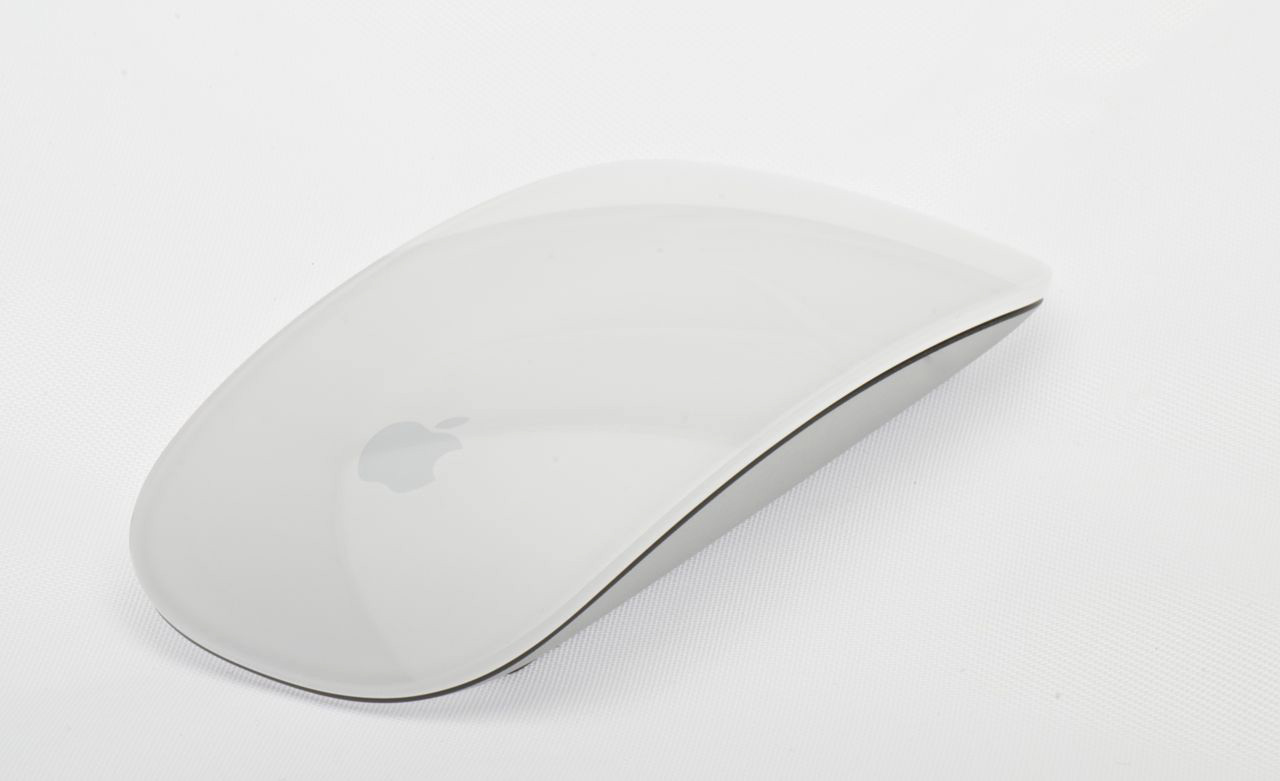
Apple Magic Mouse (2009)

Das Unternehmen stellt verschiedene Peripheriegeräte her, darunter Bildschirme (Apple Pro Display XDR, früher Apple Thunderbolt Display und Apple Cinema Displays), Kopfhörer (AirPods) und Smart Speaker (HomePod), Eingabegeräte wie Mäuse, Tastaturen (u. a. Wireless Keyboard) und das sogenannte Magic Trackpad.
Apple entwickelte zudem die FireWire-Schnittstelle zur Anbindung von Geräten wie Videokameras oder Festplatten, die später unter dem Namen „IEEE 1394“ zu einem Industriestandard wurde. Heute wird diese Schnittstelle zunehmend durch Thunderbolt ersetzt, sodass es die FireWire-Schnittstelle in den Produkten der neuen Generationen nicht mehr gibt.

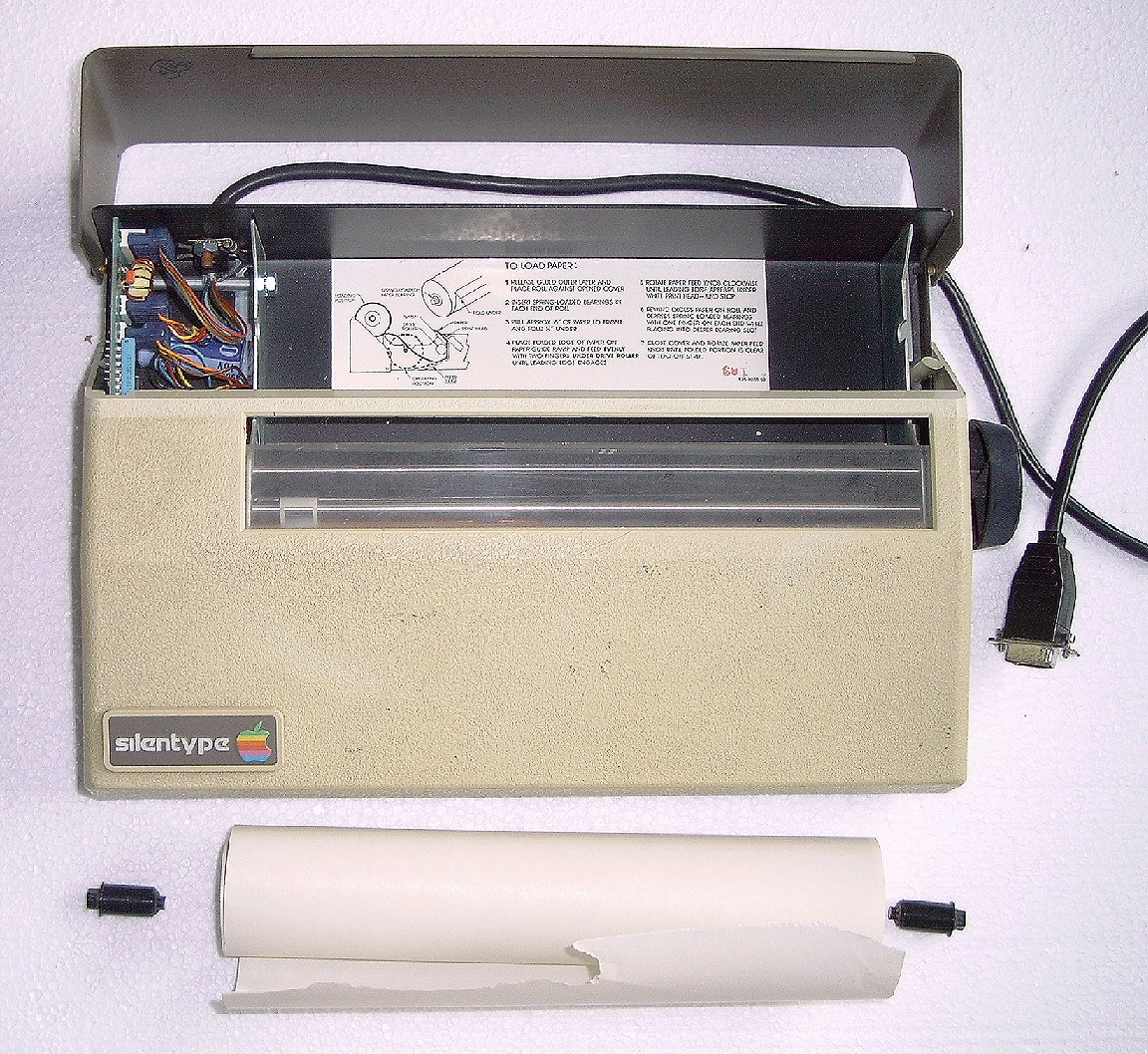
Silentype-Thermodrucker

Früher bot das Unternehmen weitere Peripheriegeräte wie WLAN-Geräte (AirPort und Time Capsule), Drucker (u. a. StyleWriter und LaserWriter) und Scanner, Digitalkameras (u. a. QuickTake und iSight), das iPod Hi-Fi oder eine Dockingstation und mehrere Adapter an. Auch eigenständige Geräte wie der PDA Newton, die Spielekonsole Apple Pippin oder der CD-Player PowerCD wurden verkauft. Viele dieser Geräte waren keine Eigenentwicklungen, sondern wurden von anderen Herstellern in Apples Auftrag produziert.

### Barrierefreiheit
Das Unternehmen stattet seine Produkte mit dem Screenreader VoiceOver aus, der es blinden und sehbehinderten Nutzern ermöglicht, die Geräte ohne fremde Hilfe nach dem Kauf selbstständig in Betrieb zu nehmen und zu benutzen. Ferner kann sowohl unter macOS als auch unter iOS eine sogenannte Braillezeile angeschlossen werden, die den Bildschirminhalt in Punktschrift ausgibt.
Neben der Ausgabe des Bildschirms in gesprochener Sprache und Punktschrift beinhalten die Bedienungshilfen optische Anpassungsmöglichkeiten und eine Zoom-Funktion für Menschen mit ausreichendem Sehrest sowie weitere Bedienungshilfen für Hörgeschädigte und von anderen Behinderungen Betroffene.
Das Unternehmen hat als erster Computerhersteller alle angebotenen Geräte softwareseitig barrierefrei gemacht. Der US-Blindenverband National Federation of the Blind (NFB) lobte Mitte 2014 Apples Engagement im Bereich der Barrierefreiheit und betonte, dass Apple mehr als jeder andere Hersteller hierfür getan habe.

## Produktdesign

### Grundprinzipien der Produktgestaltung

#### Prinzip der Einfachheit
Apples Produkt-Design ist gekennzeichnet durch seine Schlichtheit und Einfachheit. Beispielsweise besitzen alle iPhone-Modelle vor dem iPhone X auf der Vorderseite nur ein Bedienelement und das Display, alle Modelle nach dem iPhone X verfügen über keine Bedienelemente mehr auf der Vorderseite. Der iPod weist auch eine starke Reduktion auf, welche an der klaren Trennung zwischen Ein- und Ausgabe erkennbar ist. Das Prinzip zeigt sich auch in der begrenzten Anzahl von Kabeln, da sich Apples Tastaturen und Mäuse durch Bluetooth verbinden lassen.
Ähnlich wie die deutsche Firma Braun verfolgt auch Apple den Leitspruch „Weniger ist mehr“ und beschränkt sich bei der Produktgestaltung nicht nur auf das Aussehen, sondern auch auf die technischen Eigenschaften. Dies äußert sich beispielsweise in der grafischen Benutzeroberfläche, welche eine vergleichsweise geringe Anzahl an Bedienelementen aufweist. Die Reduktion war gerade in Apples Anfangszeit von funktionaler Bedeutung, damit Computerneulinge ein Verständnis zum Bedienen der Produkte hatten. Als Folge daraus steht die Designabteilung gegenwärtig im Zentrum aller unternehmerischen Entscheidungen.

#### Prinzip der Integration
Das Prinzip der Integration beschreibt eine Zusammenarbeit von technischer Forschung, klassischem Produktdesign und Entwicklung.

“Some people think that design means how it looks. But of course, if you dig deeper, it’s really how it works.”

„Manche Leute denken, dass Design bedeutet, wie etwas aussieht. Aber natürlich, wenn man genauer hinsieht, geht es eigentlich darum, wie es funktioniert.“

Laut Steve Jobs sind die Designer dabei nicht nur Gestalter einer Hülle oder Oberfläche, sondern arbeiten an innovativen Lösungen für das gesamte Bedienkonzept. Die designgetriebene Produktentwicklung ist damit die treibende Kraft in einem Unternehmen und ist für die Produktstrategie von großer Bedeutung.

#### Prinzip der Obsoleszenz
Das Prinzip der Obsoleszenz beschreibt einen planmäßigen Ersatz von Produkten. Die Begrenzung der Lebensdauer eines Produkts verkürzt somit die Zeit zur Wiederbeschaffung und der entstehende Umsatz erhöht sich. „Apples Strategie des Produktersatzes ist keine funktionale, sondern eine, die auf Design setzt: ästhetische Obsoleszenz.“ Apple produziert keine Endgeräte, die nach einer bestimmten Nutzungszeit die Funktion einstellen. Das Unternehmen versucht, die Kunden ohne technische Gründe zum freiwilligen Ersatz zu überzeugen, indem sie den Konsumenten über das Design zum Kauf animieren. Es wird die Strategie der Alterung angewendet, bei der die Kunden empfinden, dass ihr bisheriges Produkt veraltet sei und aufgrund des wesentlich veränderten Designs des neuen Produkts der Wunsch des Erwerbs erzeugt wird.
Das neue Produkt besitzt neue technische Eigenschaften und ein neues Design, beispielsweise hatte die erste Generation des iPhones nur sehr wenige technische Besonderheiten: kein GPS, einen geringen Speicherplatz und keine Möglichkeit zur Installation von Drittherstellersoftware. Der erlangte Umsatz finanzierte die Entwicklung und Forschung weiterer Technologien, die jährlich hinzugefügt wurden und erzeugt gegenwärtig beim Kunden den Wunsch nach dem nächsten Modell. „Deutlich wird dies beim iPod, der im Jahr 2001 mit ungewöhnlich weißen Kopfhörern geliefert wurde.“
Die Werbepsychologie der Reaktanz verstärkt die Obsoleszenz: Am ersten Verkaufstag wird eine limitierte Stückzahl an neuen Produkten ausgeliefert und gleichzeitig als ausverkauft gemeldet. Diese Strategie erzeugt beim potenziellen Kunden eine Einschränkung in der Wahlfreiheit und wertet zusätzlich das neue Produkt auf.

### Materialien des Apple-Designs
Die Materialwahl ist neben ökonomischen, ökologischen und funktionalen Aspekten auch aus der Perspektive des Produktdesigns entscheidend. „Der Umgang mit Werkstoffen zählt zu den wichtigsten Innovationen des Designteams bei Apple.“ Im letzten Jahrhundert wurden zahlreiche neue Werkstoffe entwickelt, welche die Auswahl für Designer vergrößert.
Jonathan Ive, Apples langjähriger Chief Design Officer, experimentierte oft mit traditionellen Materialien und setzte sie auf eine ungewöhnliche Art beim Design ein. Aufgrund der Reduktion bei einer neuen Produktgestaltung kam Jonathan Ives Team 2008 auf ein Herstellungsverfahren, welches zu einer neuen Formgebung, dem sogenannten „Unibody-Design“, führte. Jonathan Ive erklärte, dass anstatt der Schichtung von mehreren Blechen das neue Verfahren von einem dicken Metallblock ausgehe. Die entstehende Bezeichnung „Unibody“ bedeutet, dass aus Aluminiumblöcken dreidimensionale Gehäuse gefräst werden.

„Eines der fantastischen Dinge an Aluminium ist seine Wiederverwendbarkeit. Und in jeder einzelnen Phase sammeln wir ständig das Material, reinigen es und recyceln es.“

Der Vorteil besteht darin, dass das technische Innenleben berücksichtigt wird und somit weniger Produktionsschritte benötigt werden. Das Gehäuse ist zudem stabiler und hat durch den Verzicht auf Zusatzteile keine Nahtstellen.
Bereits im Jahr 1998 feierte das Unternehmen Apple durch seine Materialwahl einen großen Erfolg. In diesem Jahr stellte die Firma die ersten iMac-Computer vor. Das Besondere dieser Produkte war, dass die Gehäuse aus farbigem lichtdurchlässigem Kunststoff gefertigt wurden. Kunststoffe waren zu dieser Zeit im Computerbereich meistens mit beiger Farbgebung auf dem Computermarkt verbreitet. Jonathan Ive entwickelte eine dem Interieur angepasste Gestaltung des Gehäuses, sodass der Konsument nach eigenem Belieben aus unterschiedlichen Farben auswählen konnte. Diese Möglichkeit bewirkte eine Emotionalisierung beim Kunden, wodurch die Hemmschwelle der Computerneulinge zum Kauf des neuen Produkts verringert wurde.
Im Laufe der Zeit meldete der Konzern Apple zahlreiche Patente an, die sich auf die Verwendung von Werkstoffen beziehen. Resultierend lässt sich sagen, dass Apple gegenwärtig weiterhin versucht, innovative Materialien einzusetzen. Als Beispiel sei das 2010 vorgestellte iPhone 4 genannt. Die Vorder- und Rückseite dieses iPhones sind aus einem Glas, aus dem auch die Windschutzscheiben von Hochgeschwindigkeitszügen bestehen. Apple warb zu dieser Zeit mit einem ultrarobusten und kratzfesten Display. Die Materialien tragen damit zum Alleinstellungsmerkmal Apples in der Elektronik-Industrie bei.

## Kritik

### Arbeitsbedingungen bei Zulieferfirmen
Apple lässt viele Produkte von Auftragsfertigern in Asien produzieren, deren Arbeitsbedingungen westlichen Standards nicht entsprechen. Arbeitsrechtliche und gesundheitliche Belange werden oft unzureichend berücksichtigt.
Im Jahr 2006 berichtete die britische Zeitung Mail on Sunday über erzwungene Überstunden und Unterschreitungen des gesetzlichen Mindestlohns in zwei Foxconn-Werken. Eine Untersuchung von Apple widersprach dem, stellte jedoch Verstöße gegen den Apple-eigenen Verhaltenskodex für Zulieferer fest. Daher schloss Apple sich dem Industrieverband EICC an, der einheitliche Verhaltensregeln und Prüfinstrumente definiert, und begann die Zusammenarbeit mit der Nichtregierungsorganisation Verité. Seit 2007 veröffentlicht Apple jährlich Berichte über im Vorjahr durchgeführte Überprüfungen von Zulieferbetrieben.
Auch in den folgenden Jahren gab es immer wieder Berichte über schlechte Arbeitsbedingungen bei Zulieferbetrieben.
Die von Greenpeace unterstützten Public Eye Awards nominierten Foxconn 2011 für einen Negativpreis, da „Dumpinglöhne“ und „unethische bis illegale“ Arbeitsbedingungen zu mindestens 18 Selbstmorden junger chinesischer Wanderarbeitern geführt hätten. Anfang 2012 trat Apple der Fair Labor Association bei, die im März die Ergebnisse einer unabhängigen Untersuchung der Arbeitsbedingungen bei Foxconn veröffentlichte. In zwei weiteren Untersuchungen seitdem stellte die FLA fest, dass alle im ersten Bericht empfohlenen Maßnahmen umgesetzt wurden. Neben Arbeitszeitverkürzungen und ergonomischen Maßnahmen wurde so etwa der Organisationsgrad in Gewerkschaften stark erhöht.
Seit 2012 überwacht Apple Wochenarbeitszeiten von mehr als einer Million Arbeiter in Zulieferbetrieben und veröffentlicht diese Daten im Internet. Nach Firmenangaben sank die Häufigkeit der Verstöße gegen die wöchentliche Höchstarbeitszeit von 60 Stunden von 35 % im Jahr 2006 auf rund 8 % im Jahr 2014.
Dem widerspricht ein Bericht der BBC (Apple’s Broken Promises) von Ende 2014, bei dem als Arbeiter getarnte BBC-Reporter bei Foxconn mit versteckter Kamera unter anderem 12-Stundenschichten für das iPhone 6 und die Überbelegung der Arbeiterheime und die ungeschützte Arbeit mit gefährlichen Chemikalien bewiesen.
Im Februar 2020 listete ein Bericht des Australian Strategic Policy Institute Apple als ein Unternehmen auf, das „potentiell direkt oder indirekt von uigurischer Zwangsarbeit profitiert“. Im gleichen Jahr bemühten sich Lobbyisten des Apple-Konzerns, den „Uyghur Forced Labor Prevention Act“ zu schwächen, ein US-Gesetz, um auf die Zwangsarbeit in Xinjiang, China zu reagieren. Dieses Gesetz würde Hersteller für Zwangsarbeit bei Zulieferern transitiv haftbar machen – auch Subunternehmer der Zulieferer betreffend. Im Mai 2021 deckte The Information auf, dass die Region Xinjiang für Apple eine größere Rolle spiele als bisher angenommen. Demnach wären mindestens fünf Einrichtungen mit der Produktion für Apple betraut, in denen „Tausende von Uiguren“ beschäftigt seien und die „Gefängnissen ähnelten“. Apple hingegen betonte, man habe keine Hinweise auf Zwangsarbeit in der eigenen Lieferkette.

### Umweltschutz
Das Unternehmen sah sich Vorwürfen von mehreren Umweltschutzorganisationen, darunter Greenpeace, ausgesetzt. Der im August 2006 erstmals veröffentlichte Guide to Greener Electronics kritisierte anfangs insbesondere die Verwendung von damals industrieweit üblichen, giftigen Chemikalien wie PVC oder bromhaltigen Flammschutzmitteln sowie die Tatsache, dass Apple keine Pläne zum Verzicht auf diese Chemikalien veröffentlicht hatte. Zudem wurde bemängelt, dass Apple in einigen Ländern keine alten Produkte zum Recycling annimmt. Kritiker, darunter das Online-Magazin treehugger.com, wiesen auf methodische Mängel hin. Unter anderem habe Greenpeace zu großen Wert auf öffentliche Absichtserklärungen der Unternehmen gelegt. Im 2017 von Greenpeace herausgebenden Guide to Greener Electronics belegt Apple allerdings den zweiten Platz hinter der Firma Fairphone.
Jobs hat auf die Vorwürfe von Greenpeace im Mai 2007 erwidert, dass er Apple im Bereich des Umweltschutzes führend machen wolle. In seinem Text A Greener Apple führte Jobs bereits erreichte Erfolge auf und kündigte weitere Maßnahmen für den Umweltschutz an. Apples Entscheidung, die US-amerikanische Handelskammer wegen ihrer Fundamentalopposition gegen ein Klimaschutzgesetz zu verlassen, stieß bei Umweltschutzverbänden auf Zustimmung.
Im November 2012 lag das Unternehmen in einer aktualisierten Version des Guide to Greener Electronics auf Platz 6 von 16 untersuchten Konzernen. Während Greenpeace den weitgehenden Verzicht auf schädliche Chemikalien sowie eine hohe Recyclingrate positiv bewertete, bemängelte die Organisation vor allem, dass Apple keine ausreichenden Absichtserklärungen zum Umstieg auf erneuerbare Energien und zur Vermeidung von Treibhausgasen sowie zur Verwendung von recyceltem Plastik und Papier veröffentliche.
Im Juli 2012 zog sich das Unternehmen aus dem Programm Electronic Product Environmental Assessment Tool (EPEAT) zurück. Das bedeutet, dass die Produkte des Unternehmens nicht mehr nach den EPEAT-Richtlinien zertifiziert werden, wie es seit 2007 getan wurde. Die Entscheidung wurde öffentlich stark kritisiert, da das EPEAT-Zertifikat für die Beschaffung von Endgeräten durch Bundes- und Landesbehörden der USA notwendig ist. In einer offiziellen Stellungnahme wies das Unternehmen darauf hin, dass die eigenen Produkte besonders in Punkten gut abschneiden würden, die von EPEAT nicht berücksichtigt würden. Wenige Tage nach der Stellungnahme erklärte Apple, der Ausstieg aus EPEAT sei ein Fehler gewesen. Die Zertifizierung für sämtliche betroffenen Geräte werde fortgesetzt. Im Frühjahr 2013 stellte das Unternehmen Lisa Jackson, die langjährige Chefin der US-Umweltschutzbehörde EPA, als Koordinatorin für Umweltschutz-Aktivitäten ein. In einem im April 2014 veröffentlichten Bericht erklärte Greenpeace, dass Apple das einzige untersuchte Unternehmen war, das alle Rechenzentren vollständig auf erneuerbare Energien umgestellt habe. Im März 2016 gab Apple bekannt, dass 93 % des eigenen Energiebedarfs aus erneuerbaren Energieträgern gedeckt werden. Im April 2018 gab Apple-Vorstand Lisa Jackson bekannt, dass weltweit Büros, Rechenzentren und andere eigene Einrichtungen vollständig mit erneuerbarer Energie betrieben werden. Zudem ist bei Produkten ab 2018, sofern diese Aluminium enthalten, dieses zu 100 % recycelt.
Im Nachhaltigkeitsbericht von 2020 wird ein ambitioniertes Ziel angekündigt. Jedes Produkt von Apple soll bis 2030 klimaneutral sein. Apple möchte dabei sowohl Produktion, Auftragsfertigungen, Gerätenutzung und die Entsorgung klimaneutral gestalten. Rund 75 % der Emissionen entstehen in der Produktion. In diesem Teil der Wertschöpfungskette spielen Zulieferer eine große Rolle, bei denen die Produktion umgebaut werden muss. Jackson macht hierbei eine klare Forderung: „Wer 2030 nicht klimaneutral produziert, produziert nicht mehr für Apple.“

### Rückdatierte Aktienoptionen
Das Unternehmen hat zwischen 1997 und 2006 Aktienoptionen in der Höhe von 84 Millionen US-Dollar an Mitarbeiter, darunter der damalige CEO Steve Jobs, rückdatiert. Infolge dieser Affäre traten die Chef-Justiziarin und der Finanzchef von Apple zurück. Jobs selbst habe laut einer internen Untersuchung zwar von der Rückdatierung von Aktienoptionen gewusst, jedoch geglaubt, nicht selbst von dieser Praxis zu profitieren. Folgen für die Bilanzen seien ihm demnach nicht klar gewesen.

### Vorgehen gegen nichtautorisierte Berichterstattung
Das Unternehmen ging 2005 gerichtlich gegen die Blogs Apple Insider, PowerPage und Think Secret vor, die über unveröffentlichte Produkte berichtet hatten. Apple vermutete hinter den Berichterstattern zum Teil eigene Angestellte, die Unternehmensinterna preisgäben. In den bisherigen gerichtlichen Verfahren gegen die Autoren der Berichte hatte Apple jedoch keinen Erfolg: Ein kalifornisches Gericht urteilte erstmals, dass Blogger und Online-Journalisten denselben verfassungsgemäßen Schutz der Pressefreiheit genießen wie Vertreter der traditionellen Presse. Außerdem musste Apple Prozesskosten der Electronic Frontier Foundation, welche die Blogs vor Gericht unterstützt hatte, in Höhe von 700.000 US-Dollar übernehmen.
Spiegel Online kritisiert die „extreme Geheimhaltung“ und schreibt, das Unternehmen sei ein „paranoider Konzern, für den Geheimnisse nicht nur Schutz vor der Konkurrenz sind, sondern auch ein Marketingwerkzeug“. So sei kostenlose Werbung durch den Hype und die Gerüchteküche vor der Einführung eines neuen Produkts gewährleistet. Wie wirkungsvoll diese Strategie ist, zeigt eine Schätzung des Harvard-Professors David Yoffie, wonach die Berichterstattung über das iPhone Anfang 2007 etwa die gleiche Wirkung gehabt habe, wie eine 400 Mio. US-Dollar schwere Werbekampagne. Geheimnisverrat werde nach Aussagen eines Augenzeugen mit geheimdienstähnlichen Methoden verfolgt, ohne Rücksicht auf die Privatsphäre der Mitarbeiter. Es herrsche „eine Kultur der Angst“.

### Softwareverbreitung über den App Store
Das Unternehmen überprüft alle Programme, die für den iOS-App-Store eingereicht werden, vor der Veröffentlichung auf eine Reihe von technischen – etwa Sicherheit und Stabilität – als auch inhaltlichen Kriterien. Da es Nutzern schwer möglich ist, aus anderen Quellen als dem App Store native Programme zu beziehen, sehen Kritiker in der Nichtzulassung von Programmen eine Zensur.
Andere Autoren sehen die Kontrolle des App Stores dagegen als möglichen Vorteil für Nutzer an:

“As more consumers have fears about security on the Internet, viruses and malware, they may be happy to opt for Apple’s gated community.”

„Da sich immer mehr Verbraucher Sorgen um die Sicherheit im Internet, Viren und Schadsoftware machen, werden sie sich möglicherweise gern für Apples abgeschottetes System entscheiden.“

### Datenschutz bei kundenbezogenen Nutzerdaten und Arbeitnehmern
Auch der Umgang des Konzerns mit Datenschutz steht in der Kritik. Die frühere deutsche Bundesjustizministerin Sabine Leutheusser-Schnarrenberger fordert mehr Transparenz und wird im Spiegel mit den Worten zitiert: „Den Nutzern von iPhones und anderen GPS-fähigen Geräten muss klar sein, welche Informationen über sie gesammelt werden.“ Der Hinweis, dass sie der Nutzung der Daten widersprechen können, fehlt in der Datenschutzerklärung des Unternehmens. Daher wurde Apple 2011 der Negativpreis Big Brother Award verliehen.
Einen weiteren Big Brother Award erhielt 2013 die Apple Retail Germany GmbH, welche die Apple Stores in Deutschland betreibt, für den Umgang mit der Privatsphäre der Belegschaft. Sie soll nicht nur die Verkaufsräume, sondern auch Lager- sowie Pausenräume der Beschäftigten per Video überwacht haben. Eine solche flächendeckende Videoüberwachung von Beschäftigten ist nach dem deutschen Datenschutz jedoch nicht zulässig.
Um weiterhin auf dem chinesischen Markt verkaufen zu dürfen, speichert Apple seit Januar 2018 nach dem dortigen Cybersicherheitsgesetz die Daten chinesischer Kunden in China und gibt den dortigen Behörden bei Bedarf vollen Zugriff auf die Nutzerdaten.
Die Wirkung des Ende April 2021 vorgestellten iOS 14, das mit der App-Tracking-Transparenz (ATT) den Datenschutz verbessern sollte, gilt als zweifelhaft.

### EU-Vorwürfe gezielter Kundentäuschung
Die frühere EU-Justizkommissarin Viviane Reding beschuldigt in einem Brief an die Verbraucherschutzminister der Mitgliedsstaaten Apple, die Kunden beim Kauf von Mobiltelefonen und Computern hinsichtlich der ihnen innerhalb der EU zustehenden 24-monatigen gesetzlichen Gewährleistung zu täuschen und eine zusätzliche Garantie gegen Aufpreis zu verkaufen. „Es scheint, dass Apple-Verkäufer es versäumten, den Verbrauchern klare, wahrheitsgemäße und vollständige Informationen über die ihnen nach EU-Recht zustehende gesetzliche Gewährleistung zu geben“, wird darin erläutert. So bietet Apple zusätzlich zur gesetzlichen Gewährleistung eine kostenlose Ein-Jahr-Garantie an, schildert aber nicht, dass die Gewährleistung (von Gesetzes wegen) parallel existiert und über die doppelte Laufzeit geht. Der Unterschied kann gerade von Laien nicht erfasst werden. Im Dezember 2011 wurde von italienischen Behörden aufgrund dieser Praxis bereits eine Geldbuße in Höhe von 900.000 Euro gegen Apple erlassen.

### Steuervermeidung
Apple praktiziert Steuervermeidung bzw. Steueroptimierung in Milliardenhöhe, unter anderem mit dem legalen Double-Irish-With-a-Dutch-Sandwich-Prinzip:
- Apple verbucht in der EU erzielte Einnahmen bei einer irischen Apple-Holding-Gesellschaft,
- Irland besteuert den Gewinn kaum, weil diese Gesellschaft vom Ausland (USA) geleitet wird,
- die USA besteuern Auslandsgewinne nicht, die nicht in die USA fließen.[211] Diese Praktik wird zunehmend kritisiert.[212]

Ermittler des Senates der Vereinigten Staaten von Amerika veröffentlichten am 20. Mai 2013 einen Bericht über Apples Vorgehen. Von 2009 bis 2012 flossen nicht in den USA versteuerte Auslandsgewinne von mindestens 74 Milliarden US-Dollar an irische Tochterfirmen. Die Einnahmen der irischen Apple-Tochtergesellschaft wurden in keinem Land besteuert, ein anderes Tochterunternehmen versteuerte Einnahmen mit nur 0,05 %. Einige Tochterunternehmen verfügten über keine Angestellten. Am Tag darauf kam es zu einer öffentlichen Anhörung im Senat, an der Apple-CEO Tim Cook teilnahm. Cupertinos Bürgermeister, Barry Chang, kritisiert Apples Steuervermeidung als „Missbrauch“. Die kalifornische Kleinstadt kann die gestiegenen Kosten für Ausbau und Erhalt der Infrastruktur nicht mit Steuereinnahmen finanzieren.

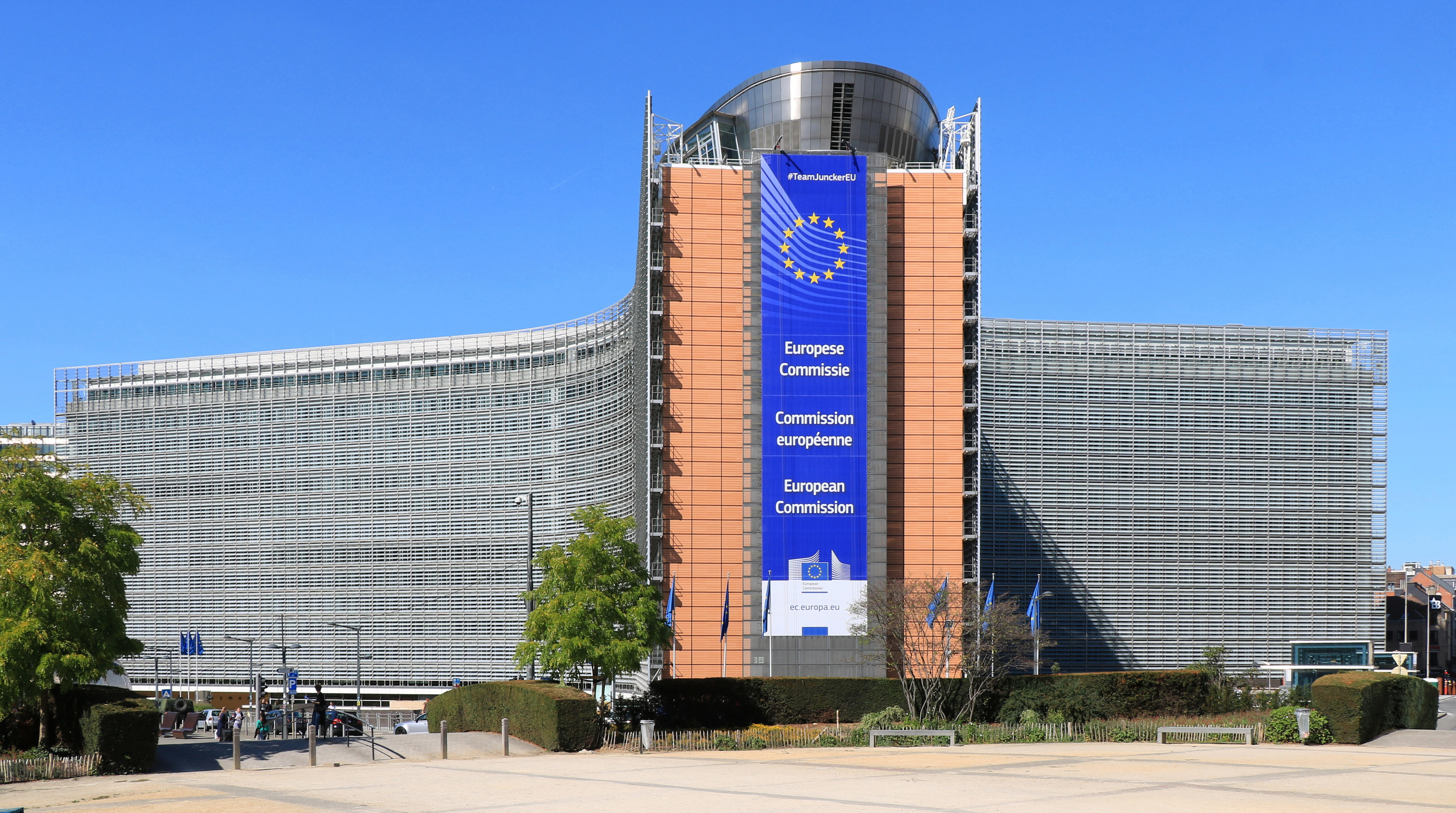
Die Europäische Kommission, die im Jahr 2016 eine Rekordsteuerstrafe gegen Apple verhängte, die am 15. Juli 2020 vom Europäischen Gerichtshof für nichtig erklärt wurde

Die Europäische Kommission bewertet Apples Steuersparmodell als EU-Wettbewerbsregeln verletzende staatliche Beihilfe. Am 30. August 2016 teilte die Europäische Kommission mit, dass sie die Apple von Irland gewährten Steuervorteile als illegal erachtet: Die EU-Kommissarin für Wettbewerb Margrethe Vestager erklärte, Apple habe in Irland 0,005 Prozent Steuern gezahlt. Die Apple Sales International (ASI) im irischen Cork kauft formal Zulieferern aus Asien Waren ab und verkauft sie mit Aufpreis Apple-Firmen, die sie weltweit Endkunden verkaufen. Der nur virtuelle Umweg über Irland erspart die Besteuerung dreistelliger Milliardengewinne: ASI wurde in Irland gegründet und wird von den USA aus geleitet. Laut US-Recht sind Firmen im Gründungsland steuerpflichtig. Laut irischem Recht sind Firmen in dem Land steuerpflichtig, in dem sie geleitet werden. Irland sollte von Apple 13 Mrd. Euro unbezahlter Steuern aus den Jahren 2003 bis 2014 zuzüglich Zinsen nachfordern. Tim Cook erklärte am 31. August 2016, Apple wie auch Irland werden die rückwirkende Änderung von Steuerregeln anfechten. Der Europäische Gerichtshof annullierte die Entscheidung der EU-Kommission am 15. Juli 2020. Damit bleibt eine letztinstanzliche Auseinandersetzung am Europäischen Gerichtshof. Am gleichen Tag stellte die EU-Kommission einen Aktionsplan für faire und simple Besteuerung vor – unter Anwendung von Artikel 116 des EU-Vertrags.
Damit können Mitgliedstaaten gezwungen werden, nationale Steuergesetze zu ändern – notfalls per Gerichtsurteil.
Im November 2014 wurde durch die Luxemburg-Leaks bekannt, dass Apple mit der Beratungsgesellschaft PricewaterhouseCoopers die Besteuerung in Luxemburg optimierte.
Im November 2017 wird Apple in den Veröffentlichungen der Paradise Papers aufgelistet: Apple ließ Kanzleien in den Steuerparadiesen Britische Jungferninseln, Kanalinseln und Isle of Man anfragen, wie man dort den Abgaben entgehen könne.
Apple häufte bisher knapp 250 Milliarden Dollar Bargeld steuerfrei im Ausland an. Nachdem der Vorstandsvorsitzende Tim Cook, der Apple den „größten Steuerzahler der Welt“ nennt, der US-Regierung eine Reform der Besteuerung von Auslandsgewinnen empfahl, senkte diese jenen Steuersatz für Unternehmen von 35 auf 21 Prozent. Bringen Firmen wie Apple im Ausland gehortetes Geld heim, werden auch Alt-Gewinne nur mit 15 Prozent besteuert.

### Verarbeitungsqualität
Berichte aus 2018 kritisieren einen Rückgang in der Qualität von Apple-Produkten. Dies betreffe sowohl Hardware als auch Software:

“If you’re an iPhone or iPad user, then you’ve no doubt noticed that—over the past few years—there’s been a real and serious decline in the quality of iOS releases.”

„Wenn Sie ein iPhone- oder iPad-Nutzer sind, dann haben Sie zweifelsfrei bemerkt, dass es – seit den letzten paar Jahren – einen tatsächlichen und ernsthaften Rückgang der Qualität der iOS-Veröffentlichungen gibt.“

Am 11. Mai 2018 wurde beim Northern District Court of California Klage gegen Apple eingereicht. Apple wird beschuldigt, darum gewusst zu haben, dass die Tastatur bei einigen MacBook-Laptopcomputern aufgrund eines Konstruktionsfehlers zu frühzeitigen Ausfällen neigt und diese Geräte trotz dieses bekannten Fehlers beworben und verkauft zu haben. Um die Dicke der Geräte weiter zu senken, wurde der klassische Scherentastenmechanismus beim MacBook ab 2015 durch einen Schmetterlingsmechanismus ersetzt. Dieser neue Tastaturmechanismus neigt zu Defekten, die sich darin äußern, dass Tasteneingaben nicht mehr richtig erkannt werden oder die Tastatur ohne Nutzereingabe Tastendrücke an das Betriebssystem weitergibt. Einem Bericht des Apple Insiders zufolge ist die Tastaturdefekthäufigkeit beim 2016er-MacBook-Pro doppelt so hoch wie bei älteren Geräten.
Ende Mai 2018 wurde aus Dokumenten eines Gerichtsverfahrens bekannt, dass es Apple bereits vor dem Produktstart des iPhone 6 bekannt war, dass das Gehäusematerial der Geräte unzureichend stark ist und sich zu leicht biegen ließ. Die Wahrscheinlichkeit des Verbiegens sei beim iPhone 6 3,3-mal größer, als beim iPhone 5s. Beim Nachfolger iPhone 6s hat Apple ein anderes Material gewählt, das sich nicht mehr so leicht verbiegen lässt.
Durch ein Video des Webvideoproduzenten Quinn Nelson geriet der Fokus auf die unzureichende Verarbeitungsqualität der VESA-Halterung des iMac Pro. Die Qualität der mitgelieferten Schrauben ist so schlecht, dass sie bereits beim ersten Entfernen teilweise abbrechen. Nelson kontaktierte dieses Problems wegen den Apple-Support, der ihn zurückwies, da der VESA-Halter kein Apple-Produkt sei, obwohl er von Apple verkauft wird und ein Apple-Logo trägt. Bei einer darauffolgenden Reparatur des iMac Pro in einem Applestore stellte sich heraus, dass das Personal nicht ausreichend geschult war, um das Gerät zu reparieren.

### Verhinderung von Reparaturen durch nicht-autorisierte Dritte
Der bei neueren Geräten verbaute Sicherheitsprozessor T2 kann in Zukunft dazu verwendet werden, dass bestimmte Komponenten durch unautorisierte Reparateure nicht mehr getauscht werden können. Wie Apple im IT-Blog The Verge mitgeteilt hat, muss nach dem Tausch bestimmter Komponenten ein proprietäres Diagnosewerkzeug ausgeführt werden, um das Gerät wieder starten zu können. iFixit hält diese Reparatur-Vernagelung per T2 für „ein Fallbeil, das über der Reparaturbranche schwebt“. Die Nutzung des Prozessors führte im Jahr 2023 zu Ermittlungen gegen Apple seitens der französischen Staatsanwaltschaft.

### Sonderweg in der Absichtserklärung für universelle Ladegeräte
Im Jahr 2009 unterschrieben 10 Hersteller von Mobiltelefonen (unter anderem Nokia, Samsung und Apple) eine Absichtserklärung für einen gemeinsamen Standard für Ladegeräte. Der Standard sollte es für Handynutzer bequemer machen und dafür sorgen, dass weniger alte Aufladegeräte zu Elektroschrott werden. „[Apple] führt zwar USB-Netzgeräte ein, weigert sich aber, in seinen Handys einen Steckeranschluss für Micro-USB zu schaffen.“ „Apple halte sich zwar formell an die Absichtserklärung, doch es ‚gebe den Eindruck bei Teilen der Öffentlichkeit und manchen Abgeordneten‘, dass Apple seine Versprechen ignoriere.“

### Abhörung durch Siri
Der Whistleblower Thomas le Binniec hat in einem Brief an die europäische Datenschutzbehörden davon berichtet, dass er Teil des sogenannten Grading-Projekts war und seine Aufgabe darin bestand, den Sprachassistenten Siri zu verbessern, indem er aufgezeichnete Gespräche transkribierte. Er kritisierte scharf, dass auch Gespräche aufgezeichnet wurden, ohne dass dies dem Benutzer bewusst war oder dass der Benutzer dieser Aufzeichnung aktiv zugestimmt hatte, und dass außerdem andere Personen wie Familie oder Freunde aufgezeichnet wurden. Dadurch hörte er auch intime und private Gespräche ab. Dieses Bewertungsprogramm wurde mittlerweile ausgesetzt.
In den USA wird Apple vorgeworfen, dass Siri ohne durch Nutzer mit „Hey, Siri“ aktiviert worden zu sein, Gespräche aufzeichnete und diese für Werbezwecke genutzt wurden. Stand 2025 versucht Apple die Vorwürfe in den USA durch einen Vergleich in Höhe von 95 Millionen US-Dollar beizulegen, da Apple im Zuge eines Gerichtsverfahrens nach Schätzungen rund 1,5 Milliarden Dollar zahlen müsste.

### Vorwurf der Zensur von Telegram-Kanälen der belarussischen Protestbewegung
Während der Proteste in Belarus ab 2020, die sich gegen den langjährigen Machthaber Aljaksandr Lukaschenka richten, forderte Apple nach Angaben des Telegram-Gründers Pawel Durow die Sperrung von drei Chatgruppen bzw. -kanälen. In diesen Gruppen wurden persönliche Informationen von Polizeikräften veröffentlicht, die an der Niederschlagung der Proteste beteiligt gewesen sind. Die Ordnungshüter handeln dabei größtenteils vermummt, weswegen oppositionelle Gruppen damit begannen, die Identitäten der Beamten zu enttarnen. Apple reagierte auf die Vorwürfe Durows dahingehend, dass man nicht die Sperrung der Kanäle gefordert habe, sondern ihn stattdessen darum gebeten habe, persönliche Informationen von diesen Kanälen zu löschen.

### Irreführende Werbung bezüglich Wasserschutz
Im November 2020 hat die italienische Wettbewerbsbehörde eine Geldstrafe in Höhe von 10 Millionen Euro gegen Apple verhängt. Die Behörde kam zum Ergebnis, dass die Aussagen der Apple-Werbespots und die tatsächlich getesteten Produkteigenschaften der iPhone-Modelle 8 bis 11 zu weit auseinander lägen. Darüber hinaus wurde bemängelt, dass Wasserschäden nicht von der Garantie abgedeckt seien. Im April 2021 wurde in den USA eine Sammelklage gegen Apple eingereicht, die ähnliche Vorwürfe vorträgt.

### EU-Kartellverfahren und Vorwurf der Wettbewerbsverzerrung
Im Sommer 2020 leitete die EU-Kommission zwei Kartellverfahren gegen Apple ein. Untersucht wird, ob der Konzern eine zu hohe Provision von Entwicklern verlangt und ob Apples Bezahlsystem gegen die Regeln des Wettbewerbs verstößt. Im April 2021 kam die europäische Wettbewerbsaufsicht zum vorläufigen Ergebnis, dass Apple seine dominierende Marktposition beim Vertrieb von Mobilen Apps zum Nachteil von Konkurrenten und Kunden ausnutzt. Konkret geht es um die Bevorteilung des eigenen Musikstreaming-Dienstes Apple Music und der Benachteiligung konkurrierender Angebote wie Spotify oder Deezer. Die EU-Kommission bemängelt die verbindliche Vorgabe, dass die Streaming-Anbieter das Apple-eigene System für In-App-Käufe nutzen müssen, die mit einer Provision verbunden ist. Darüber hinaus wird bemängelt, dass alternative Kaufmöglichkeiten in der App nicht erwähnt werden dürfen. Außerdem galt, dass Entwickler Nutzer nicht auf günstigere Preise außerhalb des App Store hinweisen durften. Dies führe schließlich dazu, dass Konkurrenzprodukte höhere Gebühren verlangen müssten oder Abonnements gar nicht über die App erhältlich seien.
Im März 2024 verhängte die EU eine Strafe in Höhe von 1,8 Milliarden € gegen Apple, da Apple seine marktbeherrschende Stellung für den Vertrieb von Musik-Streaming-Apps an iPhone- und iPad-Nutzer über seinen App Store missbraucht habe.
Im Juni 2024 leitete die EU-Kommission Ermittlungen gegen Apple wegen Verstoßes gegen Wettbewerbsregeln ein. Hintergrund ist, dass auf dem iPhone App-Downloads außerhalb des App Stores nur mit Einschränkungen und Abgaben möglich sind. Dem Konzern drohen Strafen in Milliardenhöhe.
In Deutschland hat das Bundeskartellamt die überragende marktübergreifende Bedeutung von Apple für den Wettbewerb festgestellt. Dies ermöglicht es in einem zweiten Schritt, Apple bestimmte Verhaltensweisen zu untersagen (§ 19a des Gesetzes gegen Wettbewerbsbeschränkungen). Apple hat gegen diese Einstufung geklagt, der Bundesgerichtshof hat die Klage Apples jedoch im März 2025 als unbegründet zurückgewiesen und die Einstufung durch das Bundeskartellamt damit bestätigt.
Im April 2025 verhängte die EU-Kommission gegen Apple eine Strafe über 500 Mio. Euro – ebenso gegen Meta Platforms (200 Mio.). Den Konzernen wurden Verstöße gegen das Gesetz über digitale Märkte vorgeworfen. Dagegen reichte Apple am 7. Juli vor dem EU-Gericht Beschwerde ein.

### Vorwurf der Verwicklung in den Kongokrieg
Die Demokratische Republik Kongo warf Apple 2024 vor, Rohstoffe zu verarbeiten, die im Osten des Landes geschürft werden. Diese Gegend wird faktisch von der Bewegung 23. März kontrolliert. Nach Angaben der kongolesischen Regierung schmuggeln die Rebellen die Rohstoffe nach Ruanda, von wo aus Apple sie bezieht. Der Konzern bestritt im April 2024 die Vorwürfe.